# Jean-Pierre Vielfaure
Jean-Pierre Vielfaure est un artiste peintre, graveur et lithographe français de l'École de Paris, également cinéaste, né à Alger le 9 juin 1930, mort à Limeil-Brévannes le 27 avril 2015.

## Biographie

### Jeunesse

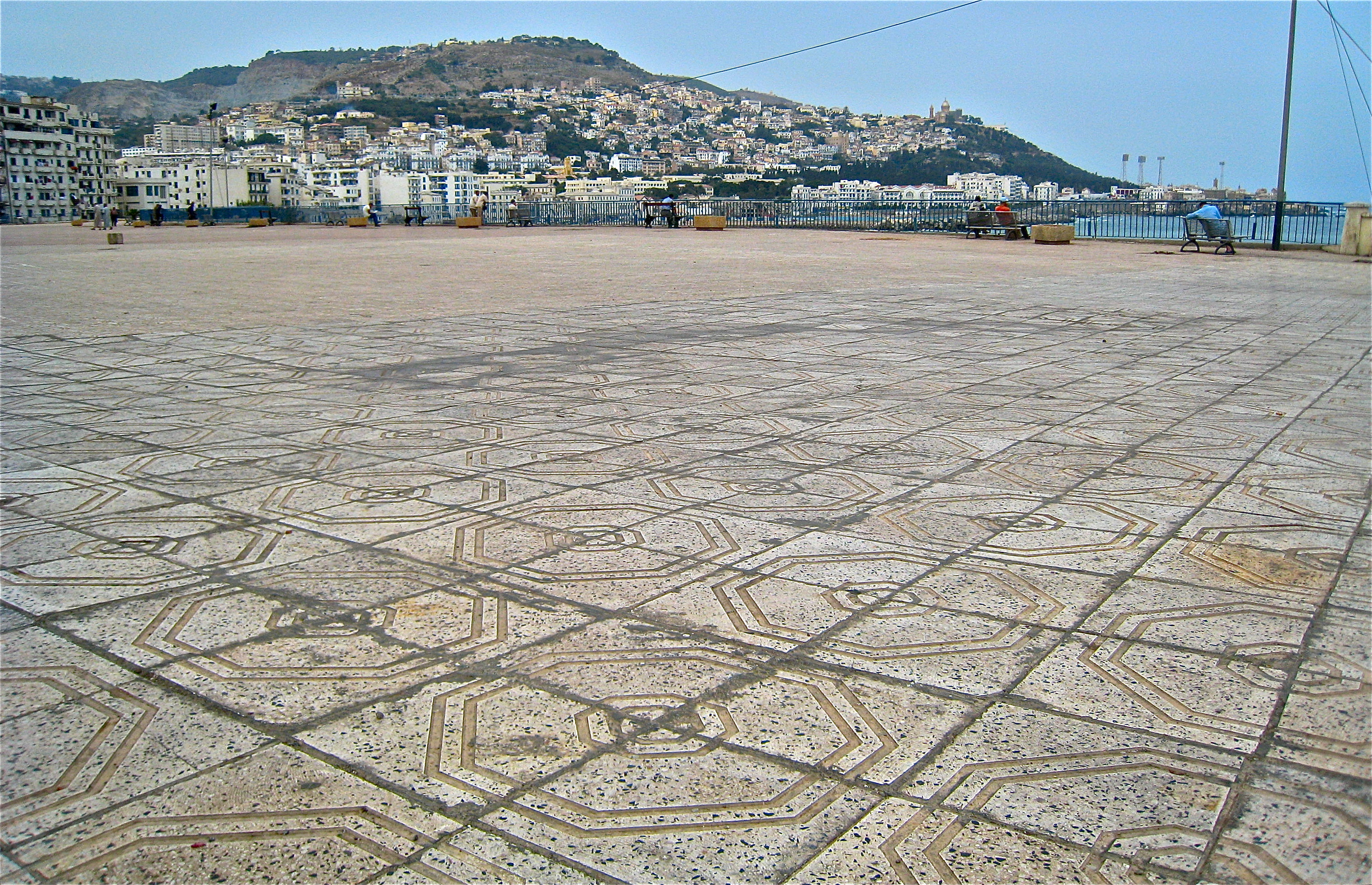
Bab El Oued

Jean-Pierre Vielfaure est natif du quartier algérois de Bab El Oued. Son père, Robert Vielfaure (Alger 1904 - Rodez 1948) et sa mère née Marie-Antoinette Alsac (Mauriac 1909 - Versailles 1957) possèdent une maison de papeterie, librairie et éditions de livres et de cartes postales (notamment d'après les photos d'Alexandre Leroux) au 19, rue de Bab el Oued à Alger. « A l'origine de l'affaire, explique Jean-Pierre, il y a mon grand-père, Étienne Vielfaure (Nîmes 1873 - Alger 1921), petit imprimeur en Ardèche. À l'époque (décennie 1890, n.d.l.r.), l'armée demandait des imprimeurs pour l'accompagner et suivre le mouvement de la colonisation. Mon grand-père a suivi le mouvement, puis a monté une imprimerie à Alger ». Jean-Pierre Vielfaure évoque une enfance à la vie culturelle très riche, entre une mère pianiste et membre d'un orchestre de chambre à Alger, et un père dont il tiendra définitivement sa passion pour le papier, l'impression, le livre, la lecture, l'écriture, le dessin.

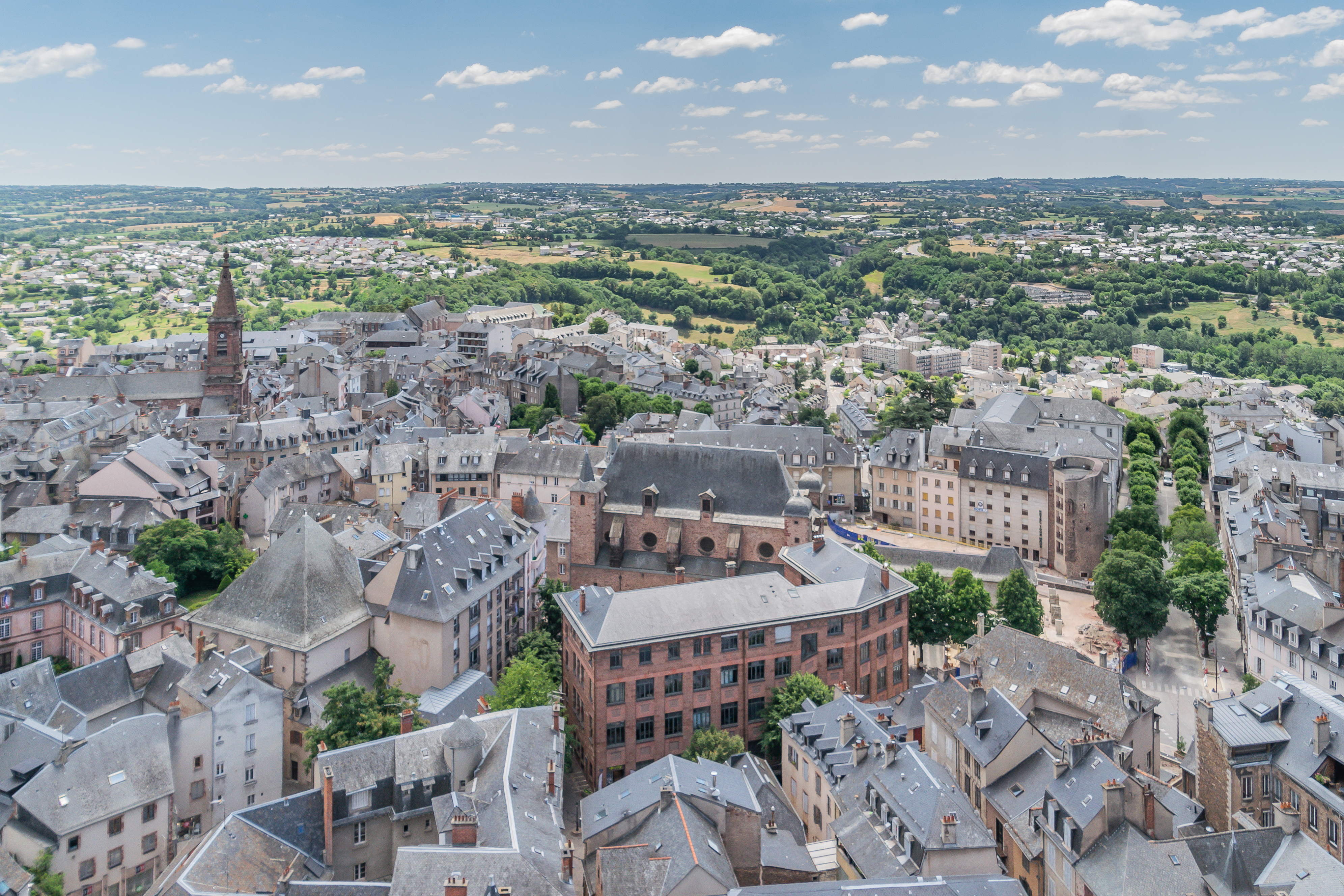
Rodez

Il est aussi apparenté à Louis Vielfaure, député français.
Quittant l'Algérie en 1938, Jean-Pierre Vielfaure suit ses parents à Rodez où il commence à dessiner en autodidacte à l'âge de douze ans. Après le décès de son père en 1948, il devient soutien de famille tout en effectuant son service militaire. Sa toute première exposition, des dessins sur le thème des Paysages du Rouergue, se produit en 1950 à Rodez, suivie d'une seconde, en 1951, où s'énonce une fascination pour Les demoiselles d'Avignon de Pablo Picasso. De ces années aveyronnaises, notre artiste se souvient de ses admirations pour Max Ernst, Robert Motherwell et Gustav Klimt, de ses rencontres avec Pierre Soulages, d'une amitié qu'il noue avec le poète Jean Digot (fondateur à Rodez du Prix Antonin-Artaud), avant que, en 1952, il ne monte s'installer en partage entre Éméville (Oise) et le 23, rue Hermel, dans le quartier de Montmartre à Paris. La première fréquentation assidue de Jean-Pierre à Paris est celle de l'atelier du peintre Robert Lapoujade qui l'intéresse en ce qu'il y ressent « un art fait d'intériorité et de poésie et où le lyrisme est constamment côtoyé par une grande rigueur ».

### Carl Buchheister,«père spirituel»
Une rencontre fort marquante pour Jean-Pierre Vielfaure est en 1956 celle du peintre allemand Carl Buchheister (1890-1964) qu'il va désigner comme étant picturalement son père spirituel et qu'il va héberger à Éméville durant six mois de chaque année, jusqu'à la mort du maître de Hanovre en 1964. Si, rappelle Jacques Busse, Buchheister fut un très proche ami de Vassily Kandinsky, de Theo van Doesburg et de Kurt Schwitters, il retient surtout des deux derniers « les constructions géométriques non exclusives » et les « collages d'esprit surréaliste »,
tandis que sa propre appartenance à l'École de Hanovre est lisible par sa propension à « découper ses toiles, par des lignes, en aplats de couleurs vives ». Et Jacques Busse de définir ce qu'est la finalté picturale de Buchheister, que Vielfaure va donc revendiquer comme sienne : « tenter de concrétiser la synthèse d'éléments apparemment hétérogènes, concilier une construction géométrique du plan avec une poétique gestuelle de l'informel sans renoncer à un recours amusé aux matériaux post-dadaïstes des collages ».

### Les mouvementsPhasesetInter
En 1958, Jean-Pierre Vielfaure se lie d'amitié avec Édouard Jaguer qui lui est présenté par Carl Buchheister et dont il rejoint le mouvement Phases. Outre les expositions (comme celle de la Galerie du Fleuve en 1960, assortie d'une monographie consacrée à notre artiste par Jaguer), l'activité en est la publication d'une revue bibliophilique à tirage limité, enrichie de gravures originales et intitulée Phases - Cahiers internationaux de recherches littéraires et plastiques (Paul Facchetti éditeur). Jean-Pierre Vielfaure et Wifredo Lam pour la lithographie, Remo Martini pour le bois gravé, assurent l'illustration du dixième numéro en septembre 1965. L'époque Phases est donc aussi pour lui constituée d'amitiés littéraires, comme celles de l'écrivain québécois Roland Giguère, ou du surréaliste belge Jacques Lacomblez dont il illustre les poèmes. Les engagements de Phases étant également politiques, Jean-Pierre Vielfaure est en 1960 (comme d'autres peintres : Robert Lapoujade, Édouard Pignon, Paul Rebeyrolle, Paul-Jean Revel, Claude Viseux) signataire du Manifeste des 121, titré « Déclaration sur le droit à l’insoumission dans la guerre d’Algérie », document vu par Jean-François Sirinelli comme « l'un des plus célèbres brûlots du siècle ». En rejoignant en 1965 le groupe Inter constitué par des artistes majoritairement de Scandinavie, Jean-Pierre Vielfaure ouvre avec la ville de Copenhague une longue relation, tant par les séjours et les expositions que par les éditions de son œuvre gravé.

### Opéra Civilisation
C'est entre 1968 et mai 1971, alors que dans le même temps il contribue aux illustrations du magazine Rock & Folk, que Jean-Pierre Vielfaure entreprend son œuvre « monumentale » intitulée Opéra Civilisation, suite de soixante-douze tableaux (collages, acrylique, technique mixte) juxtaposés en une longueur de quarante-deux mètres où, commente Sébastien Moinet-Béchar, « est évoqué le récit historique, idéologique et artistique de notre civilisation, de la création du monde à notre futur inconnu. Opéra Civilisation, poursuit Moinet-Béchar, n'est pas seulement le récit du monde vu de manière linéaire, c'est également la vision du monde à travers les yeux de l'artiste : il ne tient pas compte de la chronologie ou de la logique, mais nous emmène à l'interrogation ».

### Ibiza, New York, Bretagne...
1970 est pour Vielfaure l'année d'un séjour de trois mois en Laponie, où il va jusqu'au Cap Nord, l'année aussi où son Cycle scandinave est exposé à Aalborg (Danemark) et à Ibiza. Ces retours sur l'île et sa voisine Formentera (où ses premiers séjours datent de 1968) lui inspirent la série de plus de cinquante toiles (1970-1973) uniformément intitulées Les portes d'Ibiza, exposées successivement à Ibiza, Copenhague et Helsinki en 1973. Son premier et long séjour à New York et au Canada en 1977 donne lieu à une suite de techniques mixtes, Journal new-yorkais, essentiellement sur papier et présentés en diptyques (pages 2 et 4, pages 5 et 6, etc.) où voisinent écriture, collages et abstraction. En même temps, notre artiste amorce le tournage de son film homonyme dont l'achèvement lui demande un retour à New-York en 1979. 1979 est également l'année où, avec son épouse Chantal Cusin-Berche, peintre et directrice de centre d'art, Jean-Pierre Vielfaure découvre la Bretagne et s'y attache, y revenant dès 1980: il aménage en 1982 un nouvel atelier à Sainte-Marie-du-Ménez-Hom (Finistère) où la série Parcours pour une odyssée arctique est suivie d'une autre, Le Codex Bevern: en une synthèse de ses voyages, de ses lectures et de l'imagination, il y invente une civilisation s'étendant de la Bretagne celte au Canada.

### Ivry

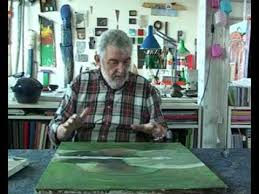
Jean-Pierre Vielfaure dans son atelier.

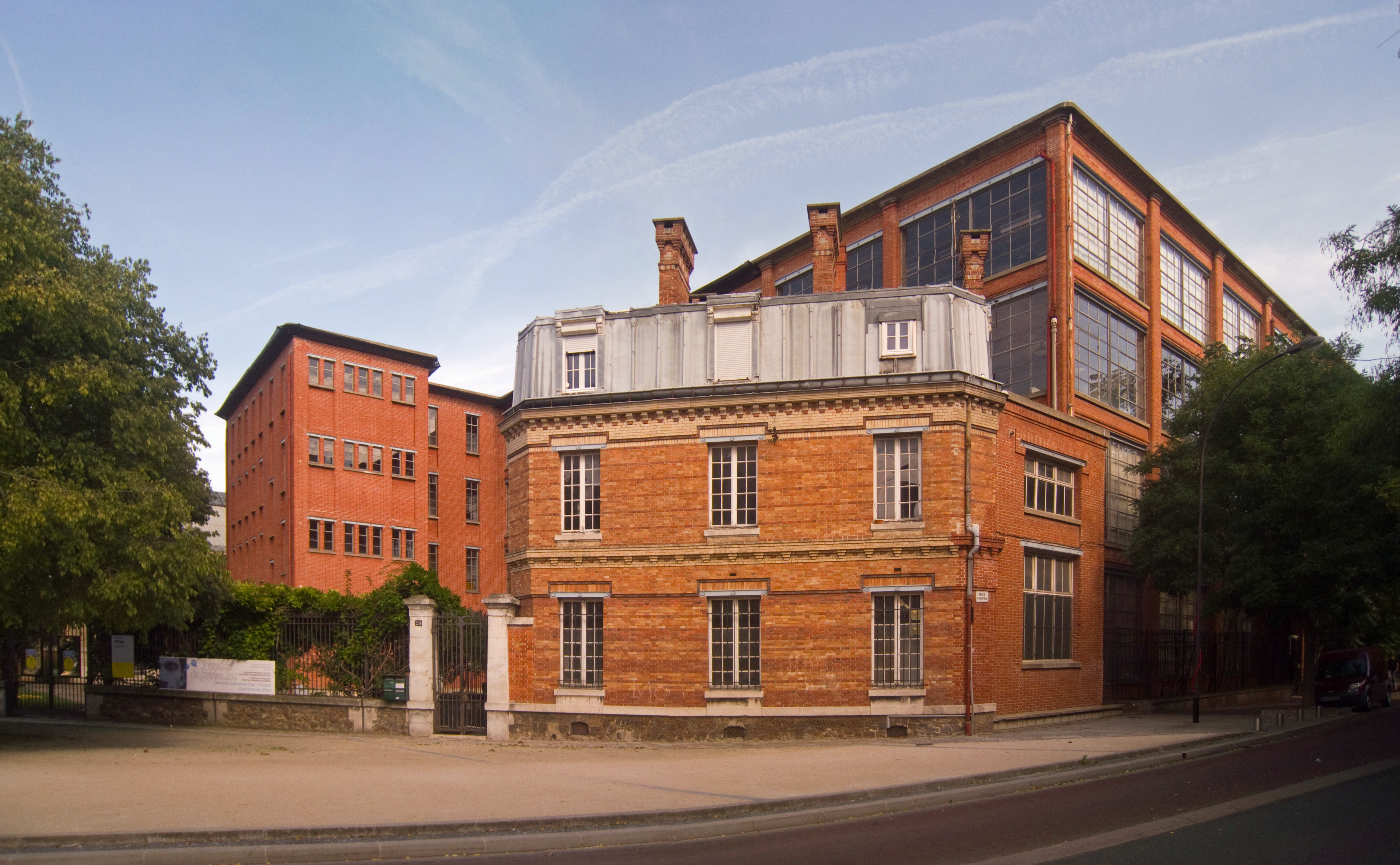
Ivry-sur-Seine, la manufacture des œillets

En fin d'année 1988, lorsqu'à Ivry-sur-Seine une partie de l'ancienne manufacture des œillets, rue Raspail, est reconvertie en ateliers d'artistes, Jean-Pierre Vielfaure décide de s'y installer. « Ce qui m'intéresse, et pas seulement dans l'art, consigne-t-il alors dans ses Carnets de travail, c'est le mystère, ce qui a été oublié, c'est-à-dire la part d'ombre refoulée par notre société qui réduit le langage à l'utile ». C'est dans cet esprit que notre artiste, effectuant plusieurs séjours à Venise tout en se souvenant de son odyssée dans l'océan Arctique, s'investit simultanément dans deux séries de toiles, Quand la banquise devient opéra et Le testament vénitien. Il s'en justifie en ce que de part et d'autre de cette double inspiration, il « s'exprime par les mythes, revisite de grands opéras avec les figures allusives de leurs héros », l'œuvre consistant alors à inventer des mises en scène où se télescopent entre autres Giacomo Casanova, Le vaisseau fantôme, Marco Polo, le Baron Corvo, Lord Byron, Thomas Mann (Mort à Venise) et Corto Maltese (Fable de Venise), en quoi Philippe Piguet perçoit « une véritable faculté à la divagation, à l'errance et à la dérive ». « D'une fécondité remarquable, confirme le Dictionnaire Bénézit, il pratique une abstraction extrêmement colorée, d'une profusion décorative qu'on dirait orientale, une abstraction "narrative" porteuse d'éléments et signes symboliques suggérant la rencontre de personnages historiques, littéraires et mythiques ».
Sa suite de tableaux L'appel aux esprits (2007) offre à Jean-Pierre Vielfaure de se confier sur sa propre spiritualité: « Cela a commencé durant les séjours en Scandinavie. Là-bas, où, en vingt-cinq ans j'ai vendu mille toiles, j'ai vu tous les musées concernant les rites chamaniques... Autodidacte, ma curiosité reste ouverte et intacte. Bien qu'élevé chez les catholiques, ma spiritualité penche plutôt du côté des chamans. Chaque chaman a sa propre spiritualité, en relation avec les nuages, ou le bois, ou tel animal. Le chamanisme est ma vraie religion. Elle ouvre sur un autre monde ».
Une longue et pénible maladie emporte le 27 avril 2015, âgé de 84 ans, l'artiste qui écrivit dans l'un de ses innombrables carnets de travail : « en art, le sens ne peut apparaître que voilé et sa révélation ne peut que se faire dans les fractures ». Selon sa volonté, les cendres de Jean-Pierre Vielfaure ont été dispersées dans le Jardin du souvenir du cimetière d'Ivry. Son fonds d'archives est conservé par la bibliothèque Kandinsky du Centre Georges-Pompidou

## Œuvre

### Thèmes picturaux
- Apocalypse de l'atome, 1953
- Paysages hétéroclites, 1963
- Monk l'insolite[22], encres et aquarelles sur papier, 1967
- Les Portes d'Ibiza, 1970-1973
- Écrans souvenirs, 1976
- Le Journal new-yorkais, 1977
- Fragments d'itinéraires, 1980
- Les Archéologies du futur, 1980
- Fragments d'itinéraires new-yorkais[23], 1981
- Parcours pour une odyssée arctique, 1983-1984[24]
- Fragments, figures et extraits du Codex Bevern, 1982-1985[16]
- Quand la banquise devient opéra, 1991[25]
- Suite Marco Polo 2[26]
- Le Testament vénitien, 2003[27]
- L'Appel aux esprits, 2007
- Les Confins du paysage, 2012[28]

### Tableaux-portraits
- Autoportrait (1968)[29], Samuel Beckett (1968), Marilyn Monroe (1969)[30], Jack Kerouac (1971), Ernst Fuchs (1971), Dylan Thomas (1972), Paul Klee (1972)[31], Jean Dubuffet (1973), Michel Tournier (1975).

### Galerie

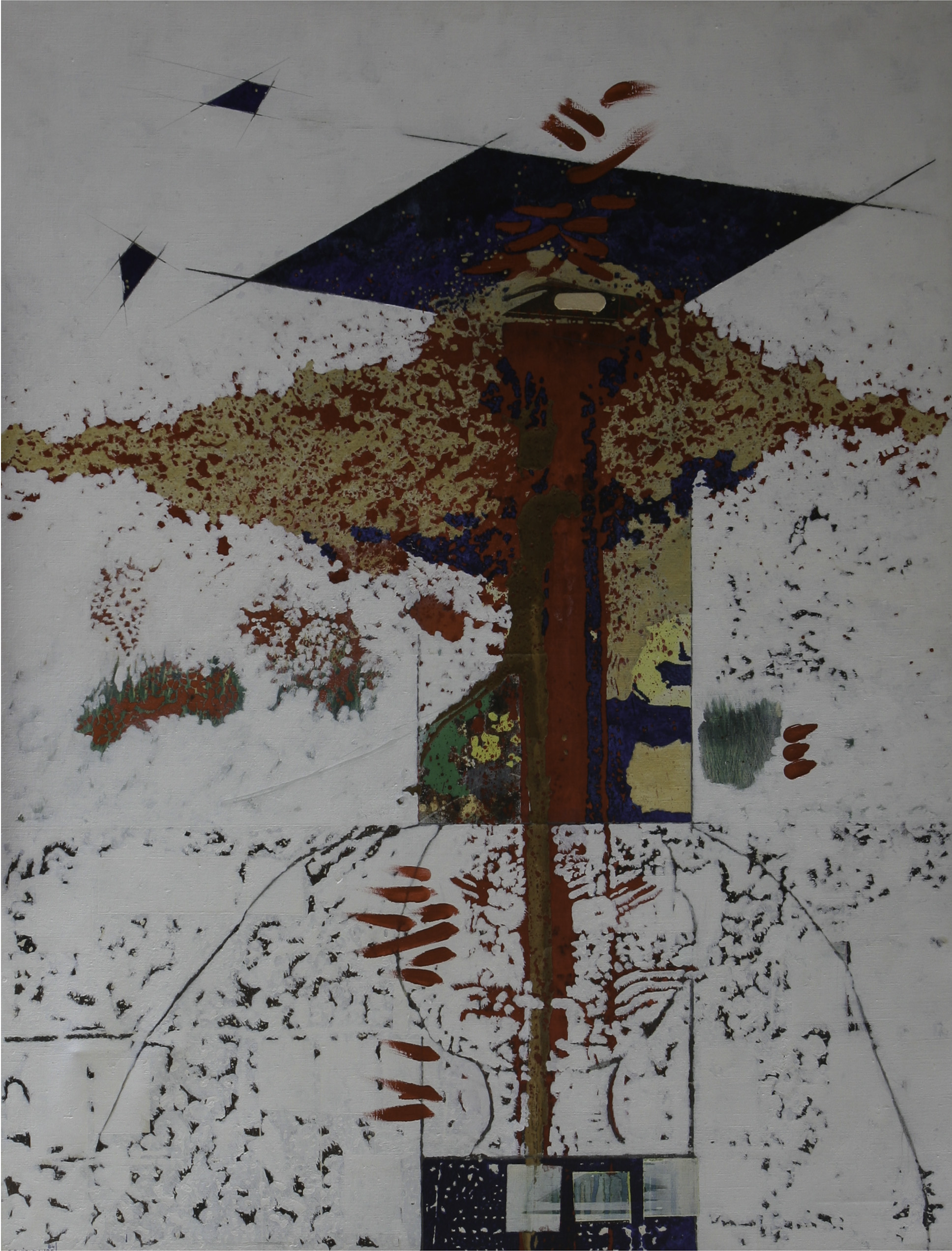
Et le rouge du sang dans le bleu du pôle, technique mixte 116x89cm, 1985.
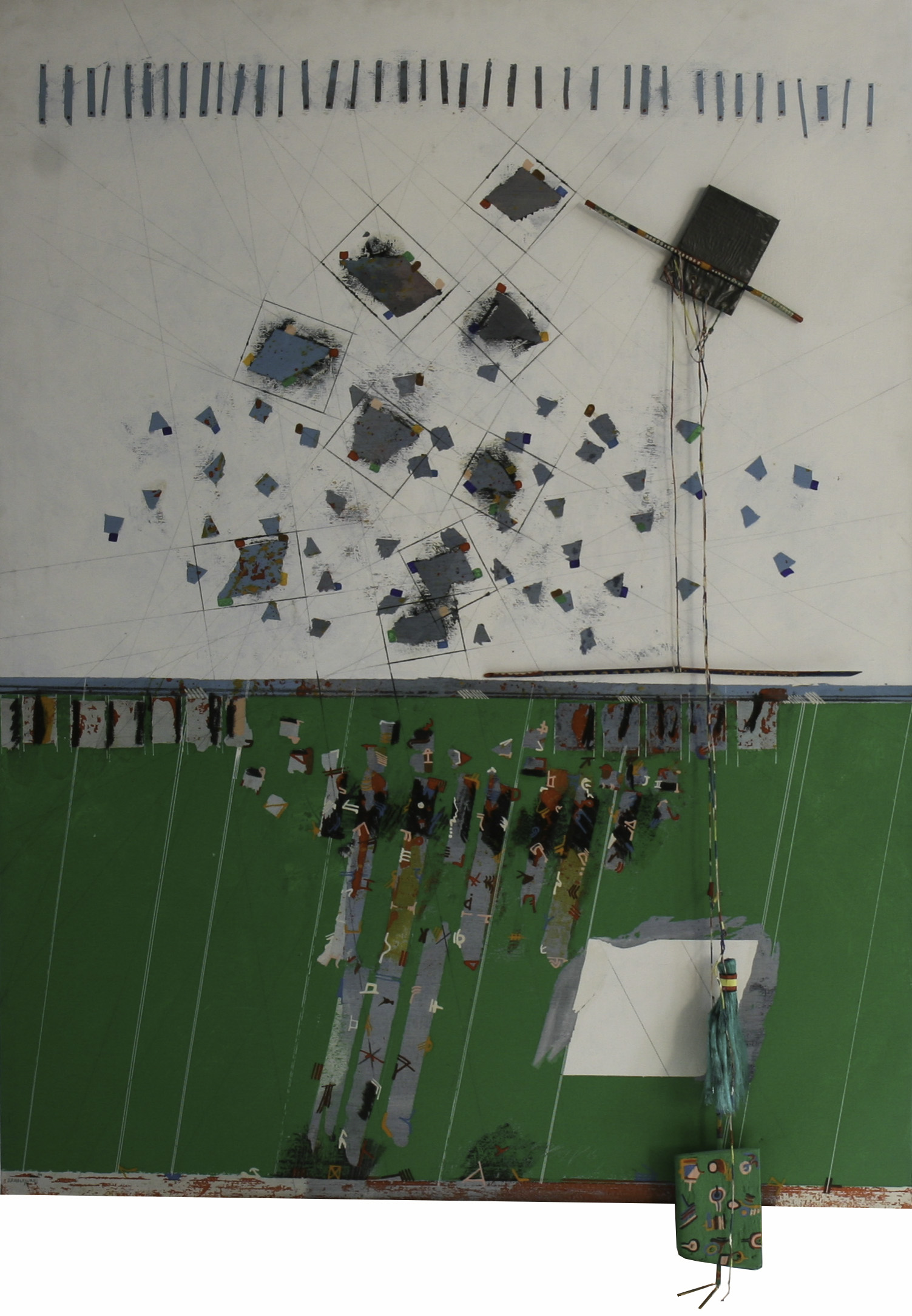
Kourou-Shinon ou le rendez-vous des neuf lacs, technique mixte 130x97cm, 1984.
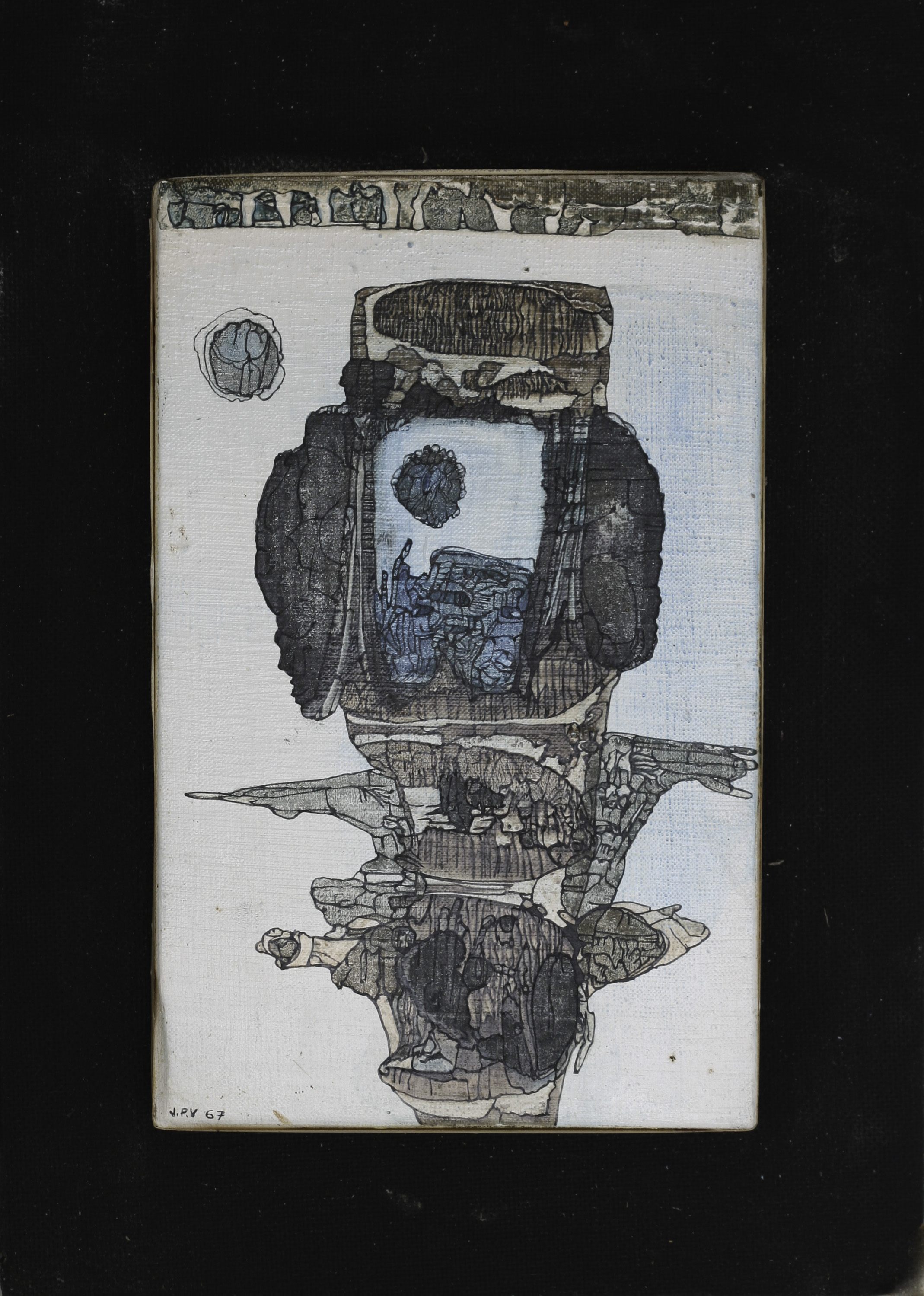
Soir d'ailes et d'envol, technique mixte sur toile 22x14cm, 1967.
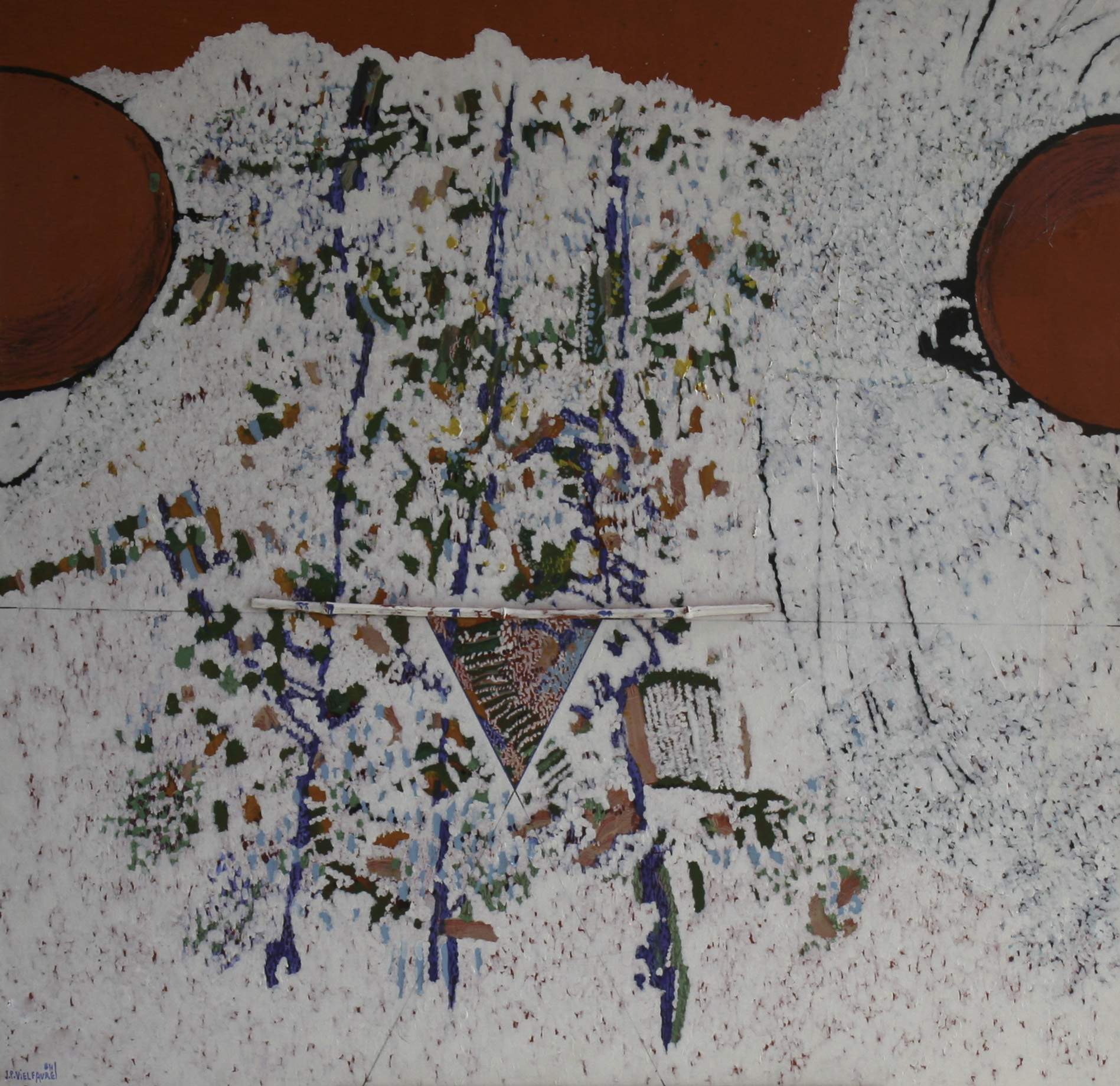
Le sang a rongé la glace, ou le dernier printemps d'Atatannguscq, technique mixte sur toile 120x120cm, 1984.
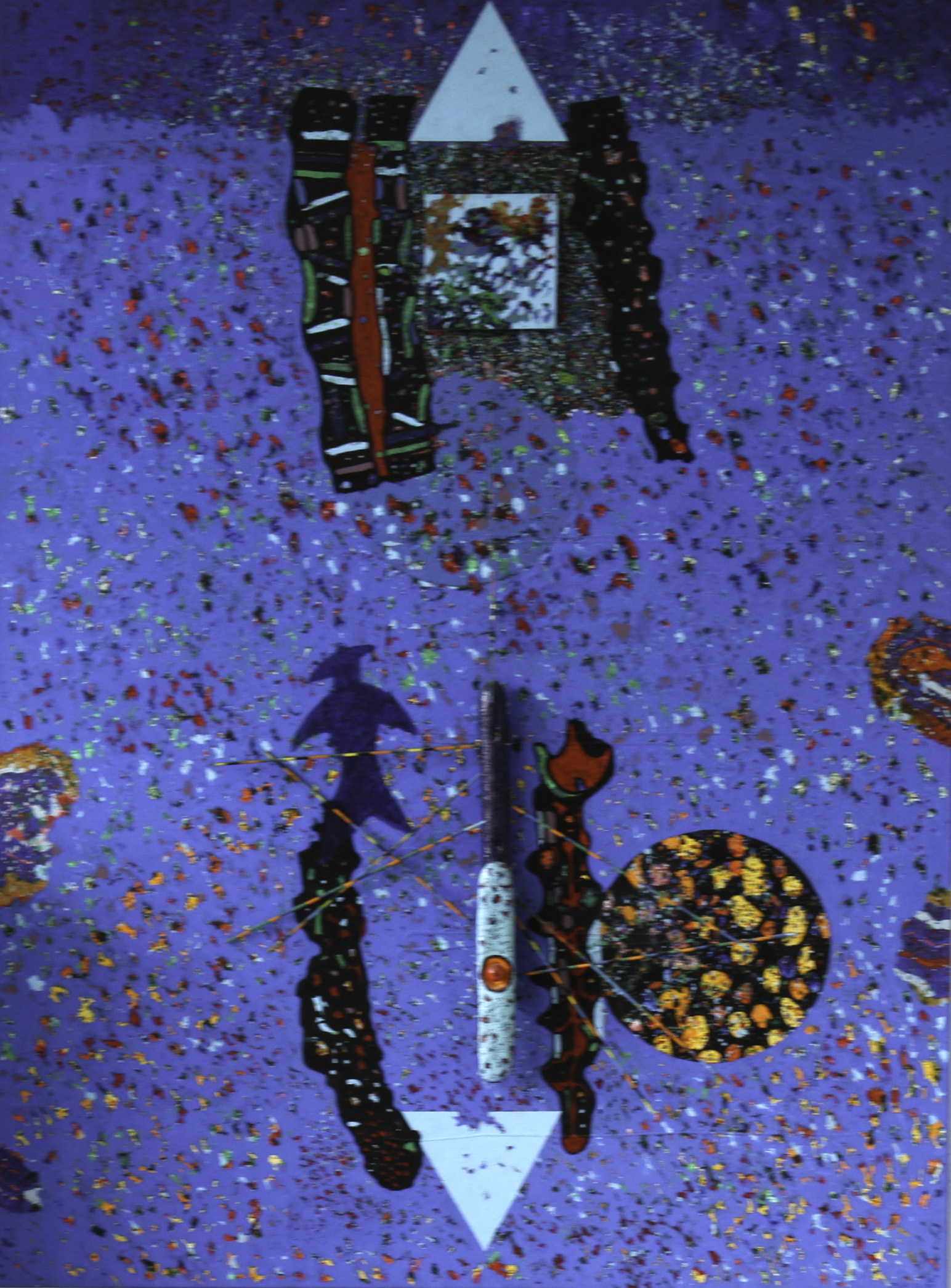
Les Symboles de l'odyssée (Parcours pour une odyssée arctique), technique mixte 130x97cm, 1986.
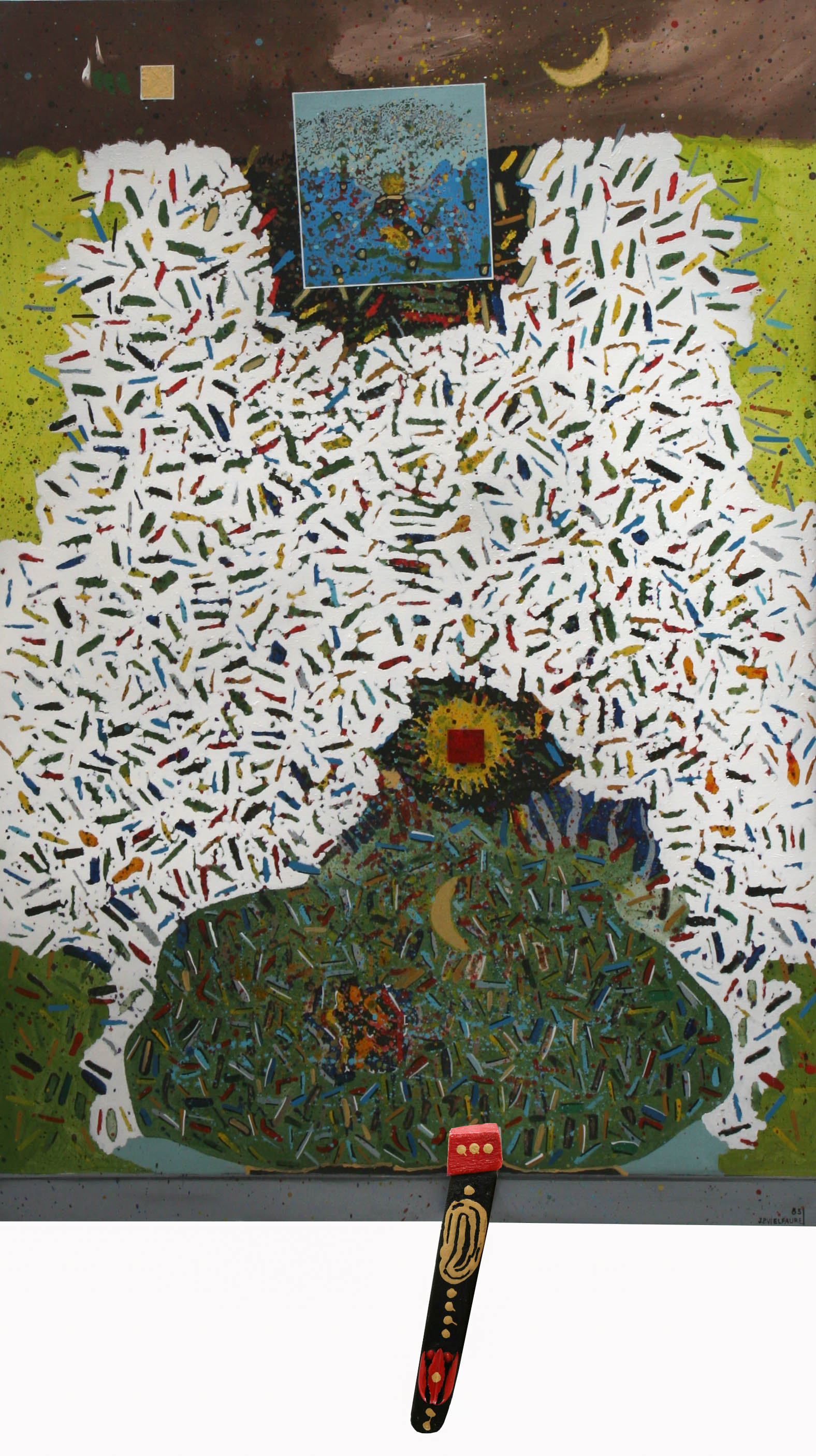
Itokissuk ou la pierre tatouée (Parcours pour une odyssée arctique), technique mixte 130x89cm, 1986.
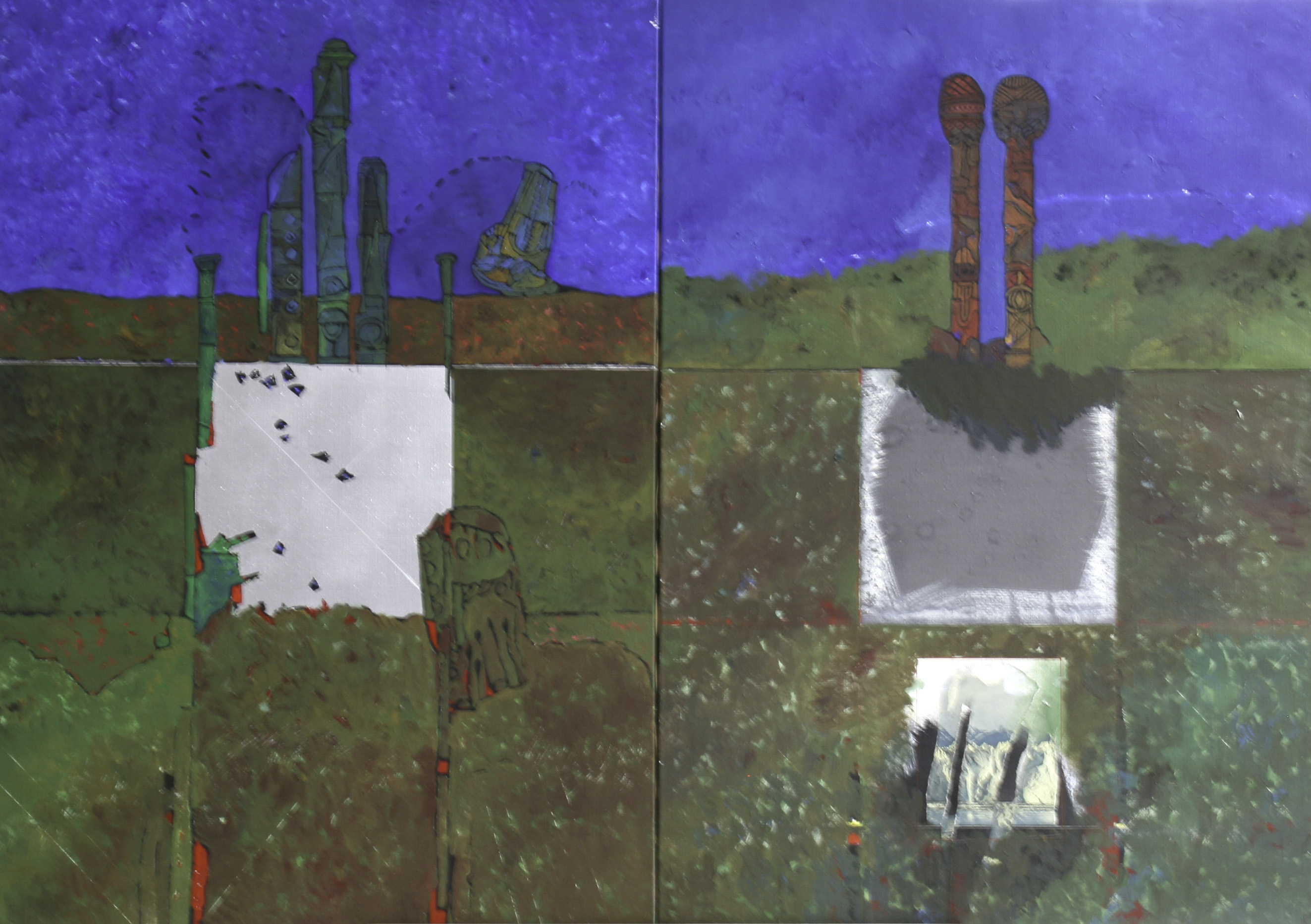
Eve sort de l'ombre et passe au travers des miroirs du Roi Cerf, diptyque sur toile 92x130xm, 1989.
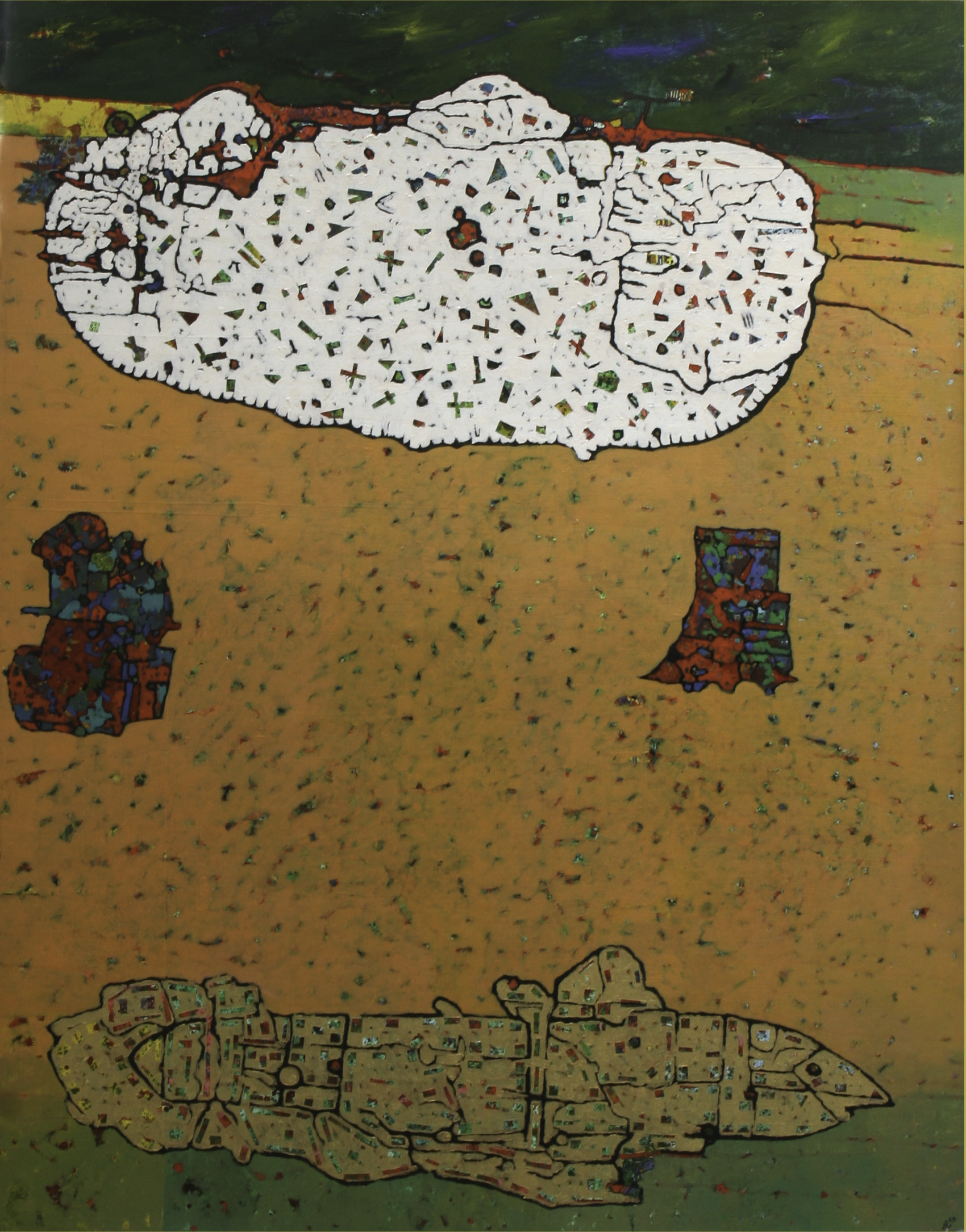
Casanova à Venise à la poursuite de Lucrèce Borgia et du Vaisseau fantôme, technique mixte sur toile 146x114, 1989.
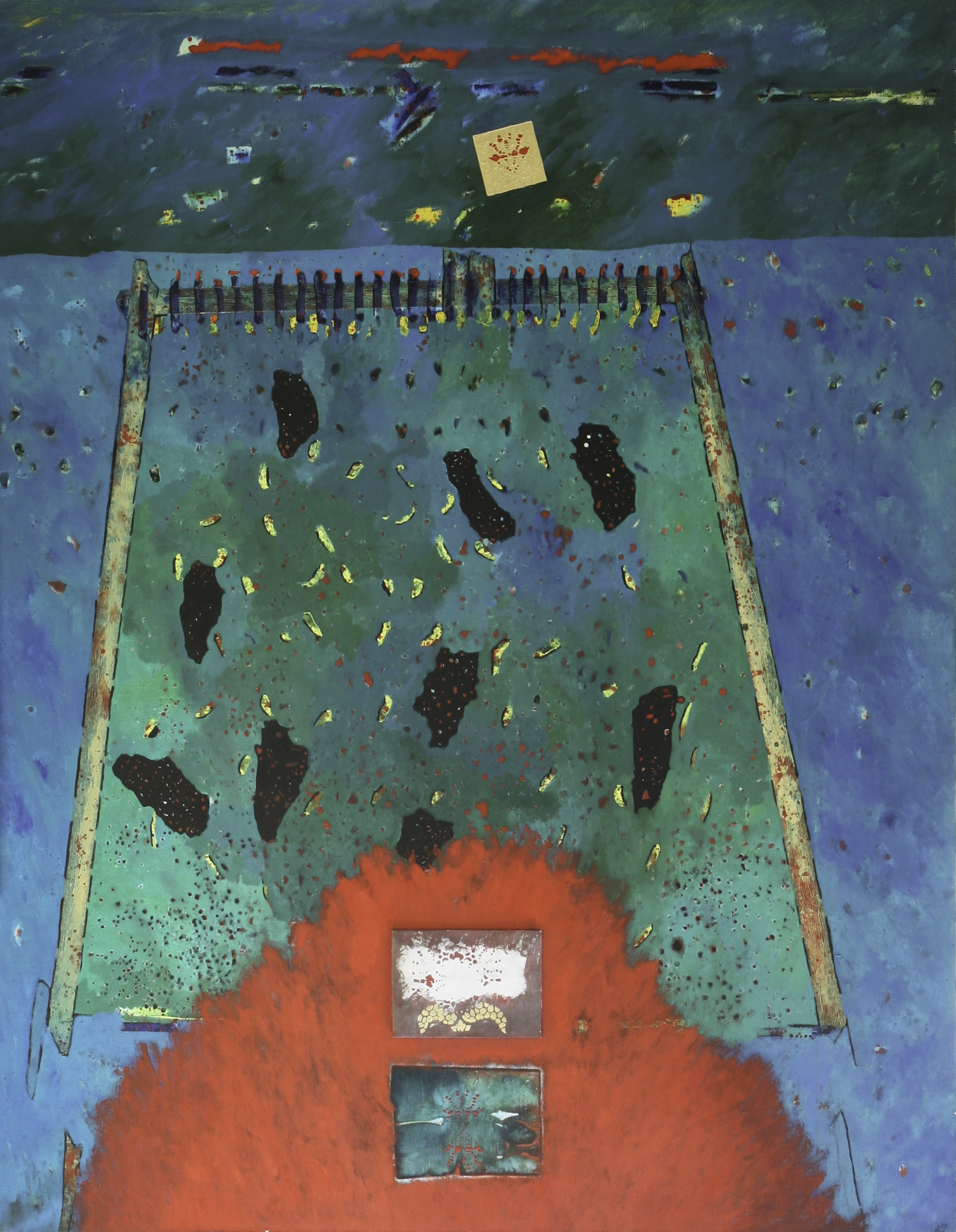
La Reine de Saba retrouve les deux icônes sous l'arche d'alliance, technique mixte sur toile 146x114cm, 1989.
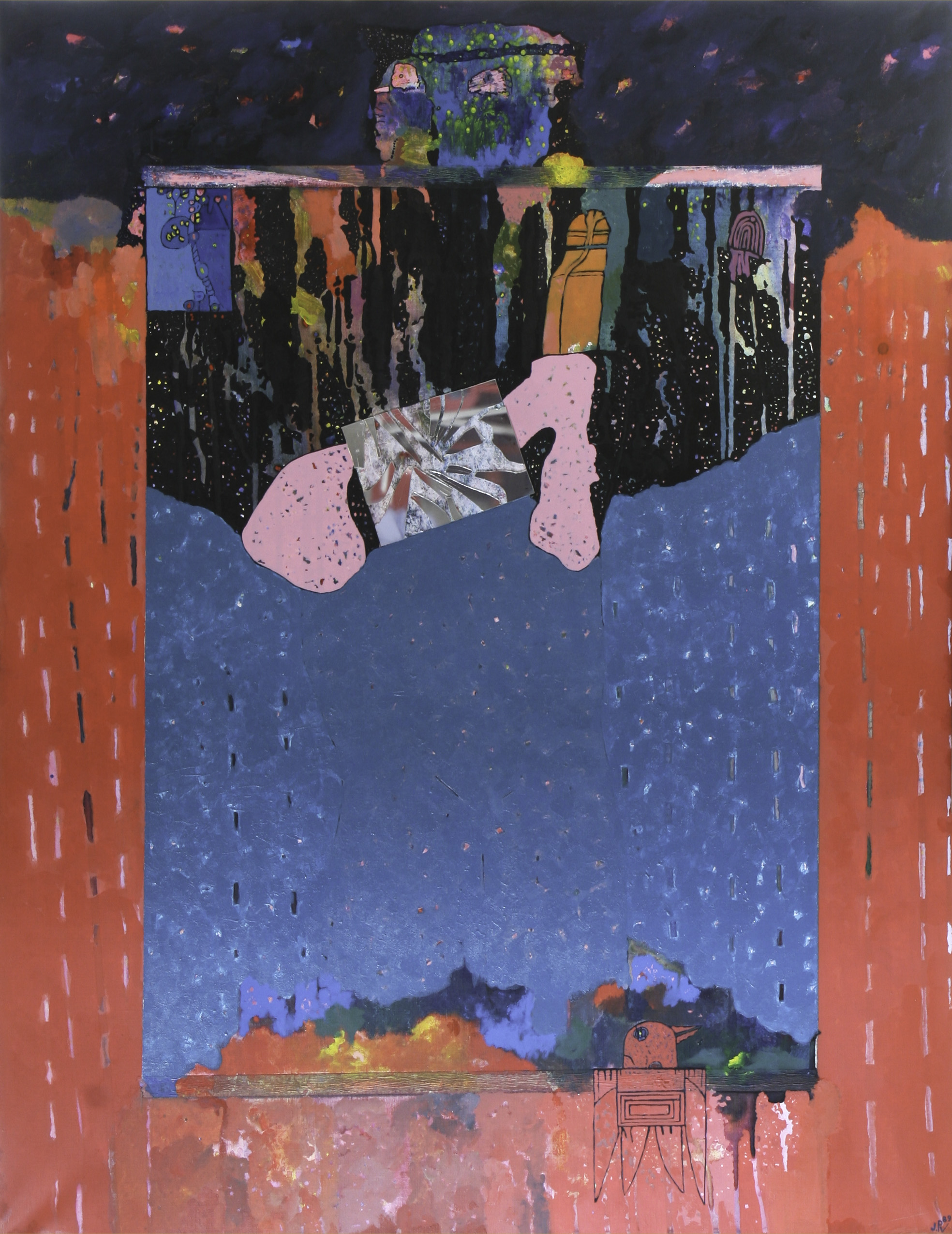
Salomé recevant de Faust le baptême des sept solitudes, Technique mixte sur toile 146x114cm, 1989.
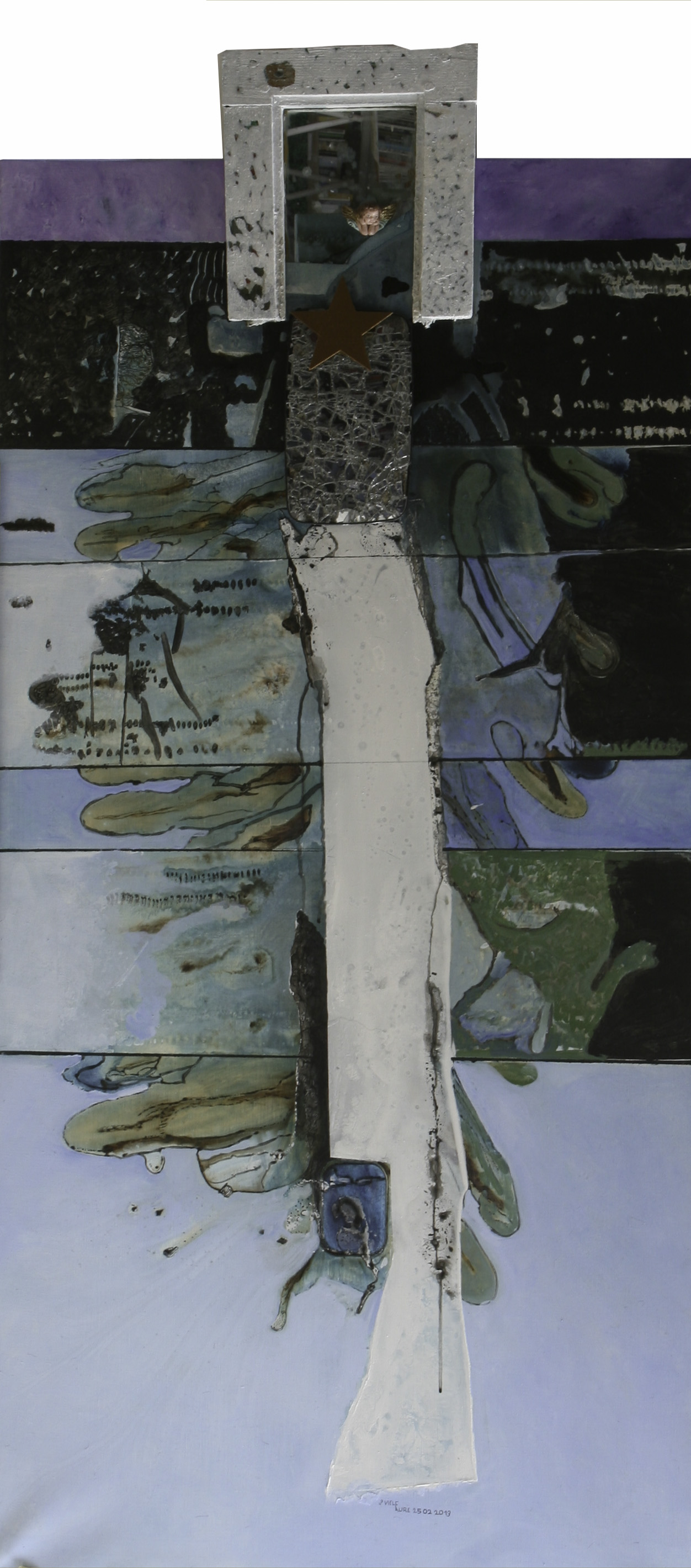
Un ange sauve le paysage de la mort dans un miroir, technique mixte 160x80cm, 2013.
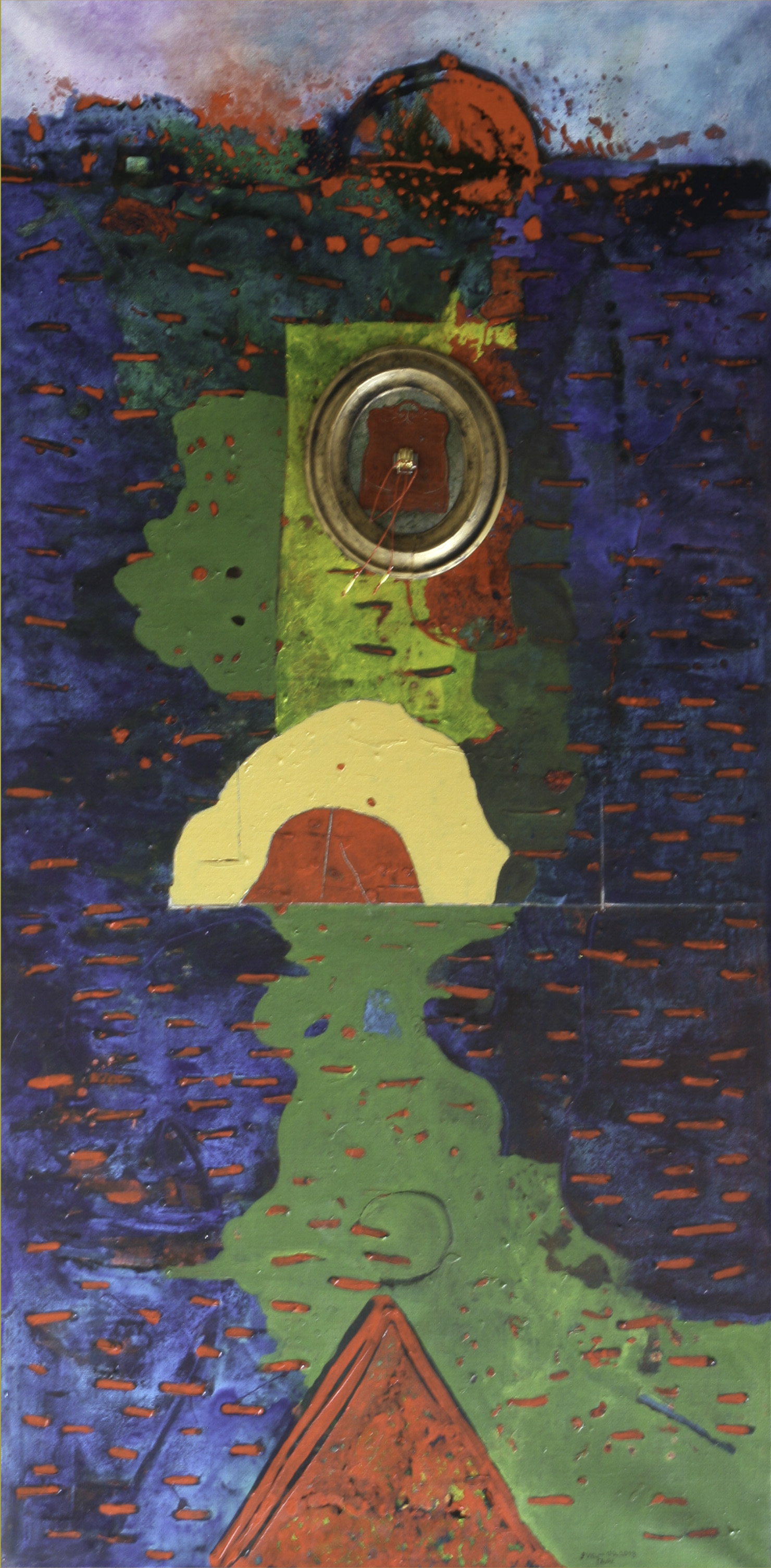
Paysages aux passeurs d'aurore, technique mixte 160x80cm, 2013.
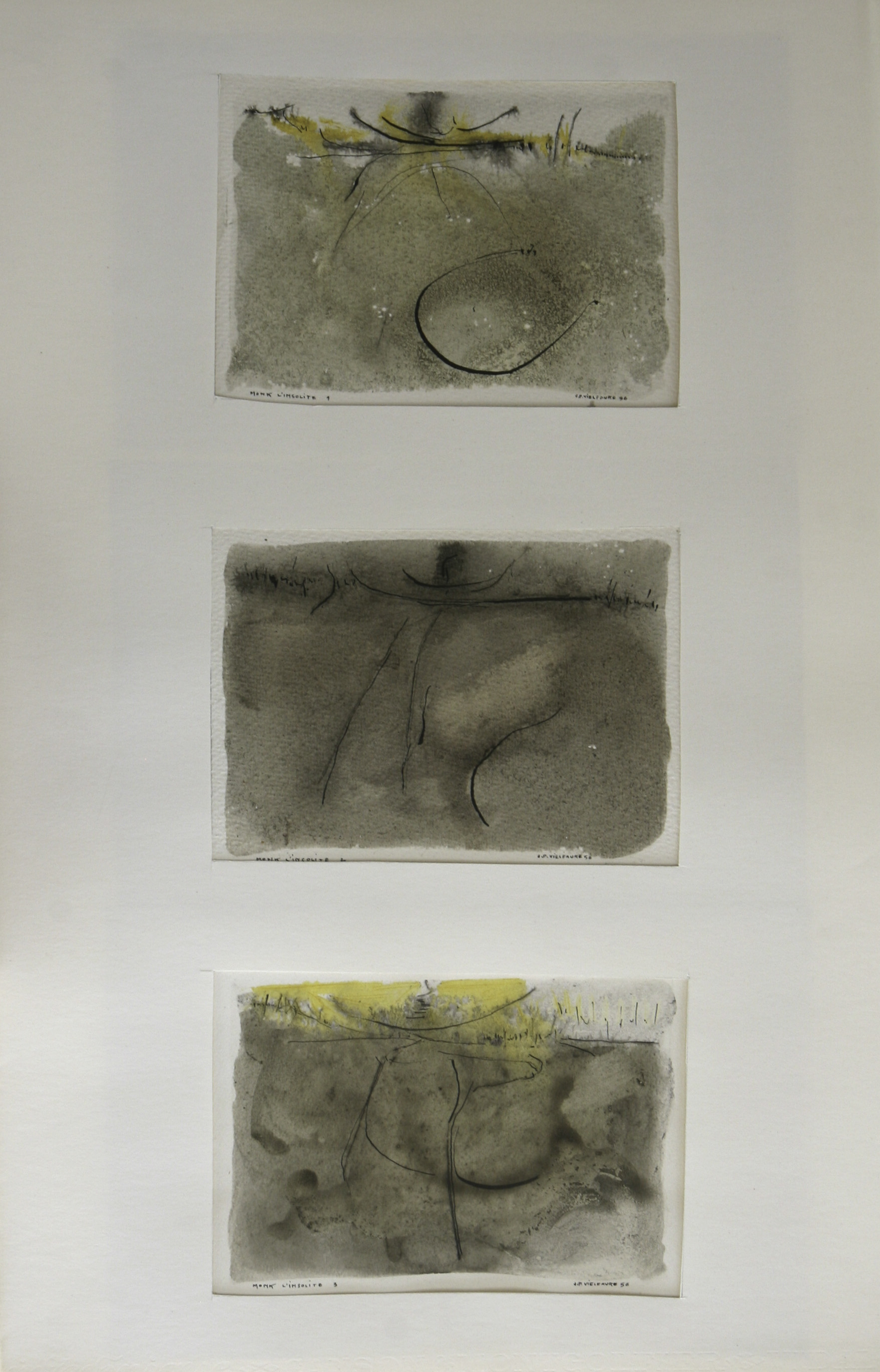
Monk l'insolite, encres et aquarelles 12x16cm, 1967.
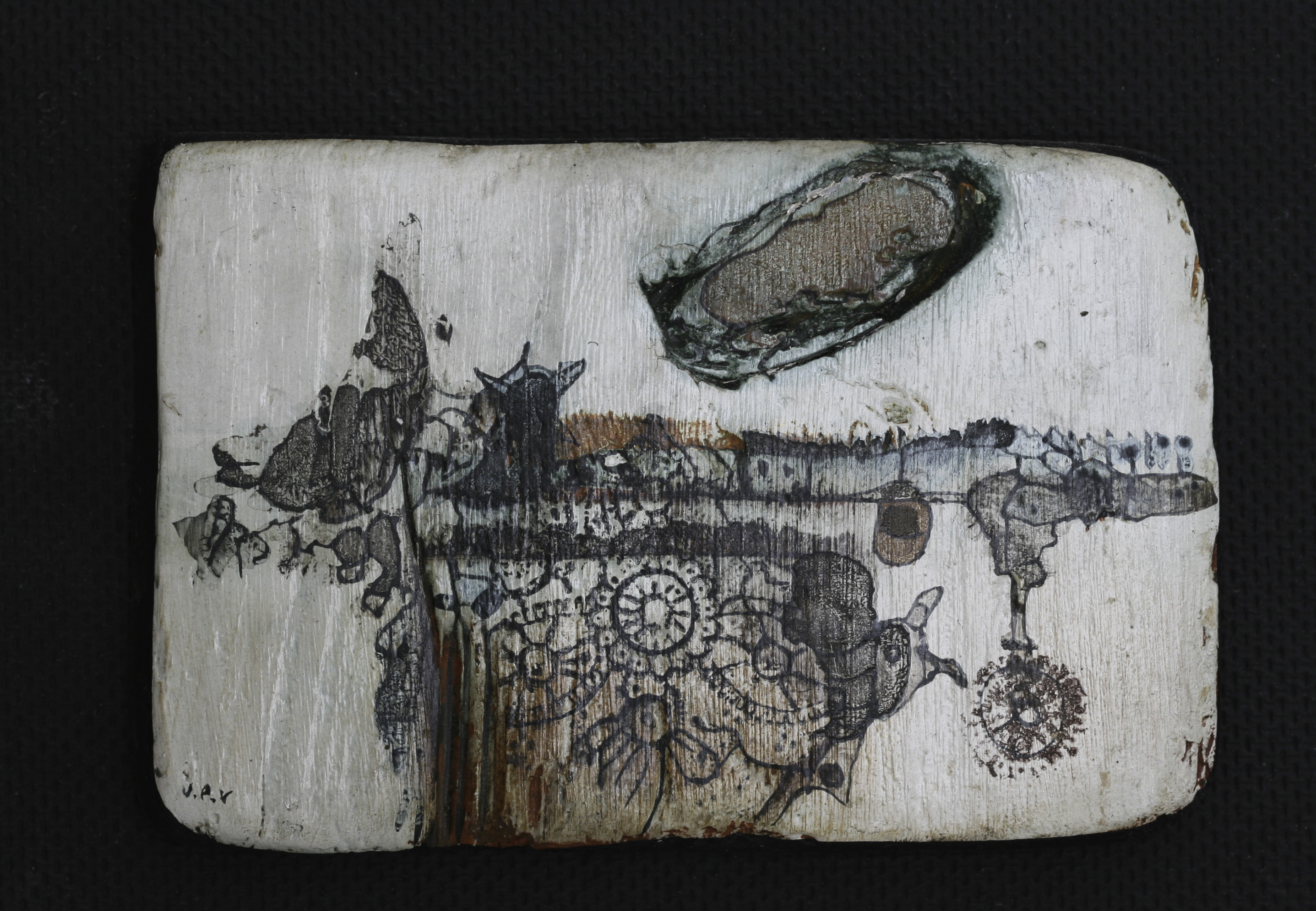
Petit paysage au moulin, technique mixte sur panneau 8x13cm, 1967.

### Bibliophilie etlivres d'artiste

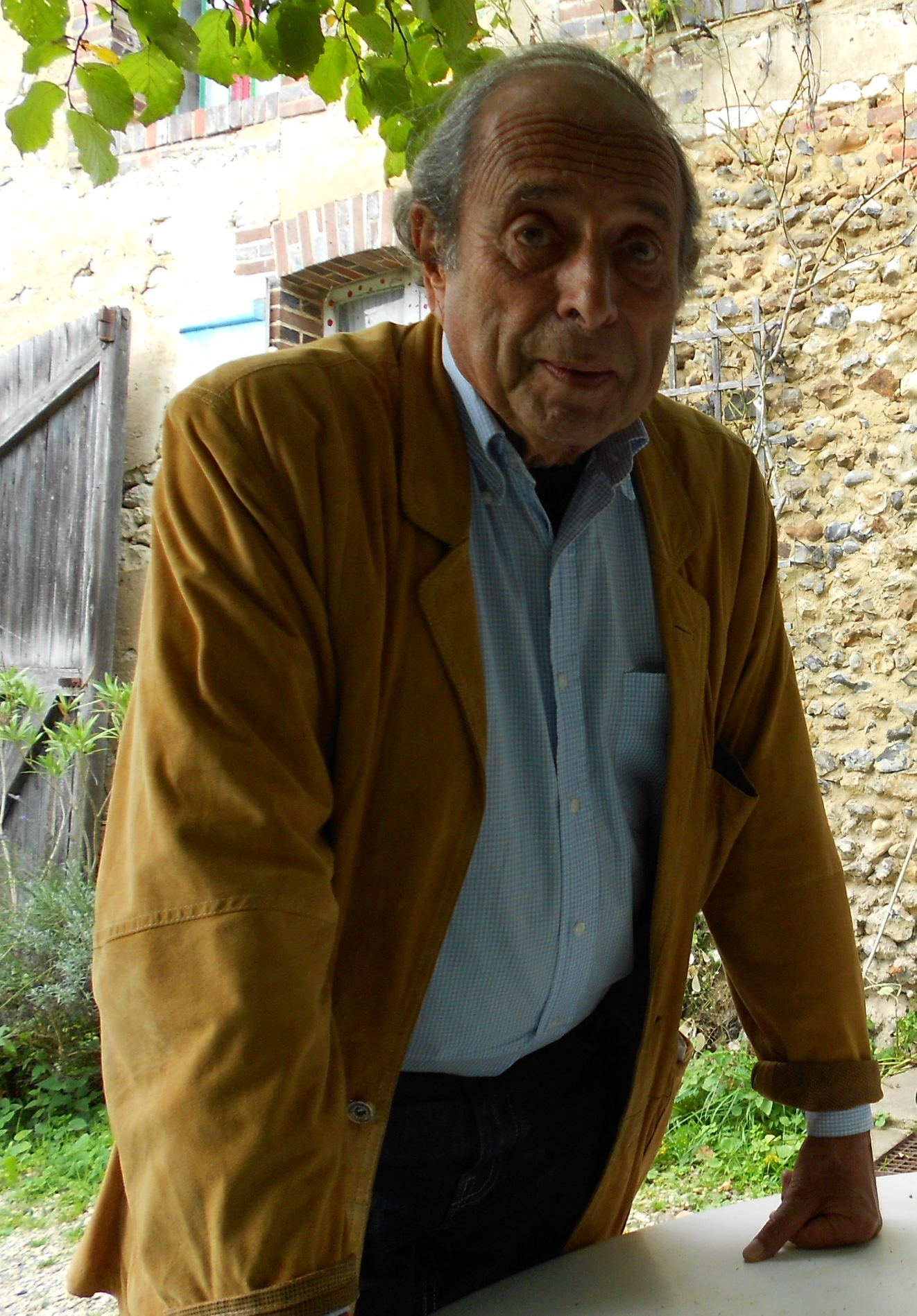
Jean-Clarence Lambert

- Franco Russoli (it), L'avant-garde internationale de la gravure, trois volumes sous étui, contributions de soixante artistes, vingt gravures par volume (gravure sur cuivre originale de Jean-Pierre Vielfaure dans le deuxième volume), cent exemplaires numérotés, Éditions Galerie Schwarz, Milan, 1962.
- Jacques Lacomblez, L'Aquamanile du vent, poèmes, illustrations de Jean-Pierre Vielfaure, Éditions Edda, Bruxelles, 1962.
- Jean-Clarence Lambert, Le voir-dit, illustrations de Jean-Pierre Vielfaure, Éditions de Beaune, 1963.
- Revue surréaliste Edda, couverture par Jean-Pierre Vielfaure, Bruxelles, no 4, 1963.
- Jacques Lacomblez, Six personnages sortilèges, poèmes, six gravures originales de Jean-Pierre Vielfaure, Éditions Edda, Bruxelles, 1964.
- Claude Tarnaud, Orpalée, dix-sept lithographies originales de Jean-Pierre Vielfaure, soixante-dix exemplaires sur Vélin de Lana, Collection Une voix, un geste, Éditions Michel Cassé, Paris, 1965.
- Revue Phases - Cahiers internationaux de recherches littéraires et plastiques, gravures originales de Wifredo Lam, Jean-Pierre Vielfaure et Remo Martini, Paul Facchetti éditeur, no 10, septembre 1965.
- Ole Sarvig (en), Poèmes germes, dix-huit lithographies originales de Jean-Pierre Vielfaure, Éditions Centre Graphique J. Chr. Sorensen, Copenhague, 1967.
- Jean-Pierre Vielfaure, Carnets de voyages en Laponie, dossier in-folio, texte et dix sérigraphies de l'auteur, atelier de sérigraphie de la Maison des jeunes et de la culture de Colombes, 1972.
- Marc Verhvaverbeke, Un bleu adamantin poèmes, collages de Jean-Pierre Vielfaure, Éditions Arcam, 1985.
- Marc Verhaverbeke, Vie, la voilà, poèmes, douze gouaches originales de Jean-Pierre Vielfaure sur Arches, 6 exemplaires, 1984.
- Jean-Pierre Vielfaure, Katmaï, suite de vingt-deux micro-lithographies sur Arches, exemplaire unique, 1987.
- Jean-Pierre Vielfaure, L'Éloge du fragment, vingt-six lithographies déchirées, exemplaire unique, 1986.
- Christian Noorbergen, L'Horizon vertical, dix-huit lithographies originales de Jean-Pierre Vielfaure, Éditions avec/Royaumont, 130 exemplaires, 1990.
- Jean-Pierre Vielfaure, Quand la banquise devient opéra, suite de douze lithographies tirées à 130 exemplaires, typographie René Jeanne, 1990.
- Jean-Pierre Vielfaure, Seize mirages pour le Titanic et Pierre Loti, texte et lithographies de l'auteur, Éditions Michel Casse, Paris, 300 exemplaires sur papier de Rives, 1999.
- Jean-Pierre Vielfaure et Michel Besnier, Nemo, Capitaine, dessins de Vielfaure, texte poétique de Besnier, Éditions Le livre d'art, 2008[32].

### Filmographie
- Dialogue, Super 8 couleur (présenté à Antenne 2), durée 22 min, Films du Triangle, 1974.
- Morne plage Super 8 couleur, durée 37 min, Films du Triangle, 1978.
- La terre tourne, Monsieur, je ne puis lui faire confiance, Super 8 couleur, durée 12 min, Films du Triangle, 1978.
- Journal new-yorkais, Super 8 couleur sur cassette-vidéo, durée 90 min, Films du Triangle, 1979.

## Expositions

### Expositions personnelles
- Galerie Jaeger Bucher, 5, rue de Saintonge, Paris, octobre-novembre 1955.
- Apocalypse de l'atome, Galerie du Fleuve (direction: Viviane Forrester), Paris, novembre-décembre 1960, 1962.
- Gouaches, Galerie Saint-Laurent, Bruxelles, 1960.
- Collages et paysages hétéroclites, Galerie Saint-Laurent, Bruxelles, 1962, 1967.
- Dessins, Galerie Saint-Laurent, Bruxelles, 1963.
- La Hune, Paris, 1964.
- Galerie Marya, Copenhague, 1964, 1967.
- Les spectrographismes de Jean-Pierre Vielfaure, Galerie Saint-Laurent, Bruxelles, octobre 1964.
- L'espace intérieur, Galerie Marbach, Paris, 1966.
- Galerie Latina, Stockholm, octobre 1966.
- Rétrospective Jean-Pierre Vielfaure - Peintures, gouaches, lithographies, livres, Galerie Apiaw, Liège, 1967.
- Bois flottés, Galerie d'art J. Chr. Sorensen, Copenhague, 1967.
- Paysages hétéroclites, Galerie 14, Aarhus, 1967.
- Peintures, dessins - Paysages hétéroclites et portraits, Galerie Latina, Stockholm, 1967.
- Du labyrinthe à la chambre d'amour, exposition itinérante au Japon organisée par Jean-Clarence Lambert, Tokyo, Kyoto, 1967.
- Cycle nordique - Dessins, peintures, Galerie 14, Aarhus, 1968.
- Peintures et lithographies - Portraits et paysages, Court Gallery, Copenhague, 1969.
- Cycle scandinave, Bio Galerie, Aalborg, 1970.
- Galerie 3+2, Paris, 1968, novembre-décembre 1970.
- Galerie Leger, Malmö, 1971.
- Galerie Ivan Spence, Ibiza, 1970, 1973.
- Musée Antoine-Vivenel, Compiègne, 1971.
- Opéra Civilisation, Maison des jeunes et de la culture, Colombes, 1971.
- Opéra Civilisation, Centre culturel de Villeparisis, 1972.
- Galerie L'Angle aigu, Bruxelles, 1972.
- Opéra civilisation, Centre culturel de Corbeil-Essonnes, 1973.
- Institut français de Brême, 1973.
- Peintures, collages, Centre culturel de Vechta, 1973.
- Peintures, livres, Institut français de Cologne, 1973.
- Les Portes d'Ibiza, Court Gallery, Copenhague, 1973.
- Les Portes d'Ibiza, Galerie Christel, Helsinki, 1973.
- Opéra Civilisation, ARoS Aarhus Kunstmuseum, 1973.
- Dix ans de lithographie, Galerie Carmen Cassé, Paris, 1973.
- Les Portes d'Ibiza, Galerie Lerche, Aalborg, 1974.
- Galerie Anne et Marc Voglaire, Bruxelles, 1974.
- Écrans souvenirs - Peintures, Galerie Colette Dubois, Paris, 1974.
- Opéra Civilisation (avec Rosette Bir, sculpteur), M.J.C. de Grigny (Essonne), 1974.
- Port Pierre-Canto, Cannes, 1974.
- Les nomenclatures du rêve - Peintures, dessins, Kunsthalle de Wilhelmshaven, 1975.
- Schéma et parcours nocturne, Esbjerg Museum, 1975.
- Les Portes d'Ibiza, Art Direct, Paris, 1975.
- Court Gallery, Copenhague, 1975.
- Écrans souvenirs, Galerie internationale, Stockholm, 1976.
- Journal new-yorkais, Galerie La Fontaine d'argent, Aix-en-Provence, 1978.
- Peintures, dessins, lithographies - Cinq ans de travaux, Galerie le Balcon des arts, 141, rue Saint-Martin, Paris, octobre 1978.
- Tentatives de rapprochement - Dessins, Galerie le Balcon des arts, Paris et Galerie 2B, Montréal, 1979.
- Galerie Convergence, Nantes, 1979.
- Écrans souvenirs (peintures) - Journal new-yorkais (dessins), Court Gallery, Copenhague, étés 1979, 1980 et 1981.
- Écrans souvenirs, I.B.M. Corbeil-Essonnes, 1980.
- Tentatives de rapprochement - Dessins, Galerie J.C. Turini, Paris, 1981
- Direction régionale de la Société générale, Évry, 1981.
- Galerie Tytte Funch, Aalborg, 1981, 1982.
- Écrans souvenirs - Peintures, lithographies, Galerie Huset, Copenhague, 1981.
- Galerie Convergences, Nantes, 1982.
- Fragments d'itinéraires et journal new-yorkais, Musée d'art de Toulon, janvier-février 1982.
- Fragments d'itinéraires et journal new-yorkais, Centre d'art contemporain Pablo-Neruda, Corbeil-Essonnes, novembre-décembre 1982.
- Galerie Huser, Copenhague, 1982.
- M.D.C. Comarel Mécénat, Saint-Cloud, 1983.
- Galerie 2B, Montréal, 1983.
- Fragments, figures et extraits du Codex Bevern, Galerie du Sallé, Quimper, été 1985.
- Parcours pour une odyssée arctique, Galerie Lescot, Paris, février-mars 1986.
- Passages, Centre d'art, Troyes, 1986.
- Galerie de l'ancienne poste, Calais, février-mars 1987.
- Ateliers d'art de Douarnenez, octobre-décembre 1990.
- Quand la banquise devient opéra, Espace Jules-Verne, Brétigny-sur-Orge, janvier-mars 1991.
- When ice field becomes opera, Galleric, Aarhus, mars-avril 1991.
- Galerie Véronique Smagghe, Paris, 1991.
- Quand la banquise devient opéra, Galerie Erval, Paris, 1991.
- Quand les couleurs chantent, Galerie Asbæk, Copenhague, 1992.
- Galerie Erval, Paris, 1992.
- Ateliers d'Ivry, Manufacture des œillets, Ivry-sur-Seine, 1992, 1996.
- Galerie Satellite, Paris, 1992.
- Galerie Patrick Gaultier, Quimper, 1995, 2000.
- Les dernières pages du journal de Pierre Loti ou la rencontre du Titanic et du Radeau de la Méduse, Galerie Claudine Lustman, Paris, 1995.
- Galerie Claudine Lustman, Paris, 1996, 1997.
- En marge des marées, Ateliers d'art de Douarnenez, octobre-décembre 1996.
- Galerie Carmen Casse, Paris, 1997.
- Galerie 7, Nantes, 1997.
- Anne Slacik et Jean-Pierre Vielfaure - Carnets et livres d'artistes, Bibliothèque Aragon, Choisy-le-Roi, novembre 1997 - janvier 1998.
- Centre d'art de Viroflay, 1999.
- Fragments et figures du Codex Bevern, Mairie de Lognes, octobre 1999 - janvier 2000.
- Festival interceltique de Lorient, 2000.
- Suite Marco Polo 2, Ateliers d'art, Douarnenez, 2001.
- En marge des marées, Bibliothèque Nelson-Mandela, Vitry-sur-Seine, 2003.
- Le testament vénitien - Bibliothèque Aragon, Choisy-le-Roi, septembre-octobre 2003[33].
- L'appel aux esprits, Espace d'art contemporain Camille-Lambert, Juvisy-sur-Orge, novembre-décembre 2007.
- Vente de l'atelier Jean-Pierre Vielfaure, Pestel-Debord SVV, Hôtel Drouot, Paris, 28 novembre 2015[34].
- Centre d'art contemporain du château de Kerguéhennec, Bignan, mars-mai 2018.
- Galerie Les Yeux fertiles, 27 rue de Seine, Paris, avril-mai 2019.
- Jean-Pierre Vielfaure - Les confins du paysage, espace Jacques-Prévert, Mers-les-Bains, octobre 2020 - janvier 2021[35],[36].

### Expositions collectives
- Galerie Jaeger Bucher, Paris, février-mars 1952, juillet 1952, février 1954 (avec Marcel Fiorini, Wilfrid Moser, Louis Nallard et Oscar Chelimski).
- Hiroshima mon amour - Gouaches de Corneille et Jean-Pierre Vielfaure, Galerie du Ranelagh, Paris, 1960.
- Salon Comparaisons, Paris, à partir de 1961.
- IIe Biennale de Paris, 1961.
- IVe Biennale de Conches, 1961.
- L'École de Paris, Galerie Charpentier, Paris, 1962.
- Lincoln Gallery, Londres, 1962.
- Exposition inaugurale du Musée d'art moderne de Mexico, 1962.
- Salon d'automne, Paris, 1963.
- Salon Interart, Copenhague, 1963.
- Dessins : Laks, Lunven, Petitjean, Valezy, Vielfaure, Galerie Marbach, 1967.
- Kunstforening, Hørsholm, 1968.
- Salon du petit format, Stockholm, 1969.
- Laks, Janik Rozo, Vielfaure - Dessins, Centre Gildas-Fardel, Nantes, mai-juillet 1969.
- Daussy, Proweller, Vielfaure - Peintures et graphiques, Théâtre de la Cité internationale, Paris, octobre 1971.
- 9e Biennale de Menton, 1972.
- Exposition itinérante en Allemagne Fédéralde de la Bibliothèque nationale de France, 1972.
- Kunstmesse Internationale, Bâle, 1972.
- Exposition rétrospective du Mouvement "Phases", Galerie des Ponchettes, Paris, septembre-novembre 1972[37]
- Le petit format, Galerie Principe, Paris, juillet-septembre 1977.
- Imagination, International Ausstellung bildnerrischer Poesie, Kunstmuseum Bochum, août-octobre 1978.
- Peintres de l'Oise, Maison de la Culture de Compiègne, 1981.
- 28e Salon d'art contemporain de Montrouge, 1981.
- Galerie Convergences, Nantes, 1984, 1985.
- Sols: peintures, sculptures, installations, Centre national des arts plastiques, Paris, avril-mai 1984[38].
- Salon Grands et jeunes d'aujourd'hui, Paris, 1984.
- Le livre dans tous ses états, Galerie C. Corte, Paris, bibliothèques municipales de Brétigny-sur-Orge, Angers et Savigny-le-Temple.
- Francis Limérat, Jean-Pierre Vielfaure - Les arpenteurs de l'utopie, Centre d'art contemporain Pablo-Neruda, Corbeil-Essonnes, novembre-décembre 1985.
- Galerie 2B, Montréal, 1986.
- Le livre dans tous ses états, Galerie C. Corte, Paris, Musée Antoine-Lécuyer, Saint-Quentin, Musée Richard Anacréon, Granville, 1986.
- Le livre dans tous ses états, Musée des beaux-arts de Caen, Bibliothèque de Choisy-le-Roi, 1987.
- Iles, Centre Georges-Pompidou, Paris, 1987.
- Galerie Akiyama, Tokyo, 1987.
- Atelier Nishinomiya, Nishinomiya, 1987.
- Littoral, Université de Rennes 2 et Mairie de Brest, 1987.
- Quinze ans d'exposition, Galerie du Sallé, Quimper, 1987.
- Dix ans d'exposition, Galerie Pierre Lescot, Paris, 1987.
- Acquisitions du FRAC Basse-Normandie, Jersey, 1988.
- Le cahier d'artiste, Galerie Arcade, Carcassonne, 1988.
- Le cahier d'artiste, Atelier ocre d'art, Châteauroux, 1988.
- Magiciens de ma terre, Galerie C. Corte, Paris, 1989.
- Le cahier d'artiste, Galerie B. Jordan, Paris, 1989.
- Free Mandela, exposition itinérante dans douze villes de France, 1989.
- Œuvres imprimées, Abbaye de Royaumont, 1990.
- Espace 17 Keller, Paris, 1990.
- Galerie Chicha, Ivry-sur-Seine, 1990.
- Miroir, Bourse du travail, Troyes, 1990.
- Marissy Communication, Troyes, 1990.
- Le livre d'artiste, Centre d'art contemporain de Besançon, 1990.
- Groupe T.G.F., Paris, 1991.
- De Bonnard à Baselitz, dix ans d'enrichissements du Cabinet des estampes, Bibliothèque nationale de France, 1992[39].
- Galerie Claudine Lustman, Paris, 1995, 1996.
- Galerie Véronique Smagghe, Paris, 1995.
- Plein Feux, Ivry-sur-Seine, 1996, 1998, 2004.
- Exposition de bannières, Galerie Fernand-Léger, Paris, 1996.
- Biennale d'art contemporain, Saint-Nom-la-Bretèche, 1996.
- Galerie Patrick Gaultier, Quimper, 1996, 1998.
- Le triangle d'art, Ivry-sur-Seine, 1997.
- Espace Robespierre, Ivry-sur-Seine, 1997.
- Galerie Carmen Cassé, Paris, 1998.
- Festival interceltique de Lorient, 1998.
- Ateliers d'art de Douarnenez, 1998.
- Bibliothèque Forney, Paris, 2004.
- Galerie Le Corbusier, Trappes, 2004.
- Salon de peintures et de sculptures, Plomodiern, août 2009[40].
- Pleins Feux - Nuit blanche, portes ouvertes d'ateliers d'artistes dans la ville, Ivry-sur-Seine, septembre-octobre 2012.
- La Disparition (Remix) - Illés Sarkantyu, Jean-Pierre Vielfaure, Château de Kerguéhennec, mars-mai 2018.
- Les œuvres graphiques du MAC VAL, musée d'art contemporain de Val-de-Marne, Vitry-sur-Seine, mars-avril 2018.
- Les œuvres du cabinet des arts graphiques, centre Georges-Pompidou, Paris, mai-septembre 2018.
- Delta - Fred Deux, Olivier O. Olivier, Jean-Pierre Vielfaure, L'œil Héliotrope, Arles, août-septembre 2021[41].

## Réception critique
« Nous avons tous imaginé, dans notre enfance, des mondes cachés perpétuant des civilisations disparues dont les archaïsmes chatoyants faisaient rêver par leur beauté et leur intensité mystérieuse... Jean-Pierre Vielfaure nous montre quelques traces de l'utopie qu'il a imaginée à partir  de ces expériences et de ces choix réels. Les "Sites" du Bevern ont des consonnances très bretonnes. Et tout convie à rêver à une société idéale du Nord-Oust Atlantique dans laquelle auraient fusionné le monde celte et la civilisation indienne de l'Amérique du Nord, sur un territoire au sol dense et ombreux proche de l'océan, des vents et des nuages qui font changer le ciel. Le mental et le plastique sont trop souvent dissociés dans les créations contemporaines. Chez Vielfaure les deux sont conjugués avec bonheur. La maîtrise de faire s'appuient sur un beau voyage imaginaire et construit qui puise sa vraisemblance dans les amours réels de l'artiste. »

— Jean-Marie Gibbal

« La richesse plastique des images qu'il brosse dit la vision fantastique qui est la sienne, celle d'un regard illuminé par la puissance métamorphique du rêve. Grande est encore ici la part du songe dans cette appréhension continentale de la peinture - un songe traversé de l'expérience livresque des contes et légendes du temps passé, des relations de voyages inventés ou vécus, de ces grands explorateurs du temps et de l'espace qu'ont été, chacun à leur manière, des figures aussi diverses que Marco Polo ou Saint-John Perse. »

— Philippe Piguet

« Les œuvres de Jean-Pierre Vielfaure sollicitent la part de notre mémoire la plus profonde, la plus inconsciente, celle qui dépasse  notre vie individuelle pour s'enfoncer dans le passé de l'espèce humaine et celui de la planète. Il fait passer par une archéologie, une mythologie, une histoire de fiction pour réveiller cette mémoire la plus lointaine, la plus obscure mais qui, comme l'humus le plus noir, produit les fleurs les plus vives. D'où cette joie colorée, gourmande, émerveillée de la mise au jour, de la mise à jour. Et pour dire le précieux du présent, il faut en faire l'objet d'une archéologie future... Là où d'aucuns seraient pris de vertige, Jean-Pierre Vielfaure avance, avec un appétit d'explorateur et une méthode d'encyclopédiste. Pour notre plus grande joie, notre plus gai savoir. »

— Michel Besnier

« L'œuvre de Vielfaure est une cartographie envoûtée d'instants privilégiés. Une minutieuse scénographie d'intériorité rêveuse, toute éblouie de ses énigmatiques miroirs. Un voyage à prodiges au pays des voyages. Passeur d'horizons, Vielfaure joue à saute-espace. On dirait des lettres ultimes traversées par d'autres dimensions, un fabuleux courrier envoyé aux abîmes par un lecteur lointain, incertain et stupéfié. »

— Christian Noorbergen

## Prix et distinctions
- Prix des critiques d'art étrangers, IIe Biennale de Paris, 1961 (doté d'une bourse de voyage: Jean-Pierre Vielfaure effectue un séjour de trois mois en Roumanie en 1963[8]).
- Grand prix de l'Académie royale des beaux-arts du Danemark, pour les Poèmes germes d'Ole Sarvig enrichis de dix-huit lithographies originales, 1968.
- Premier prix du Salon du petit format, Stockholm, 1969.
- Prix Miró du dessin, 1969, 1972, 1974.
- Premier prix de la Biennale internationale d'art graphique, Noto (Italie), 1972.

## Collections publiques

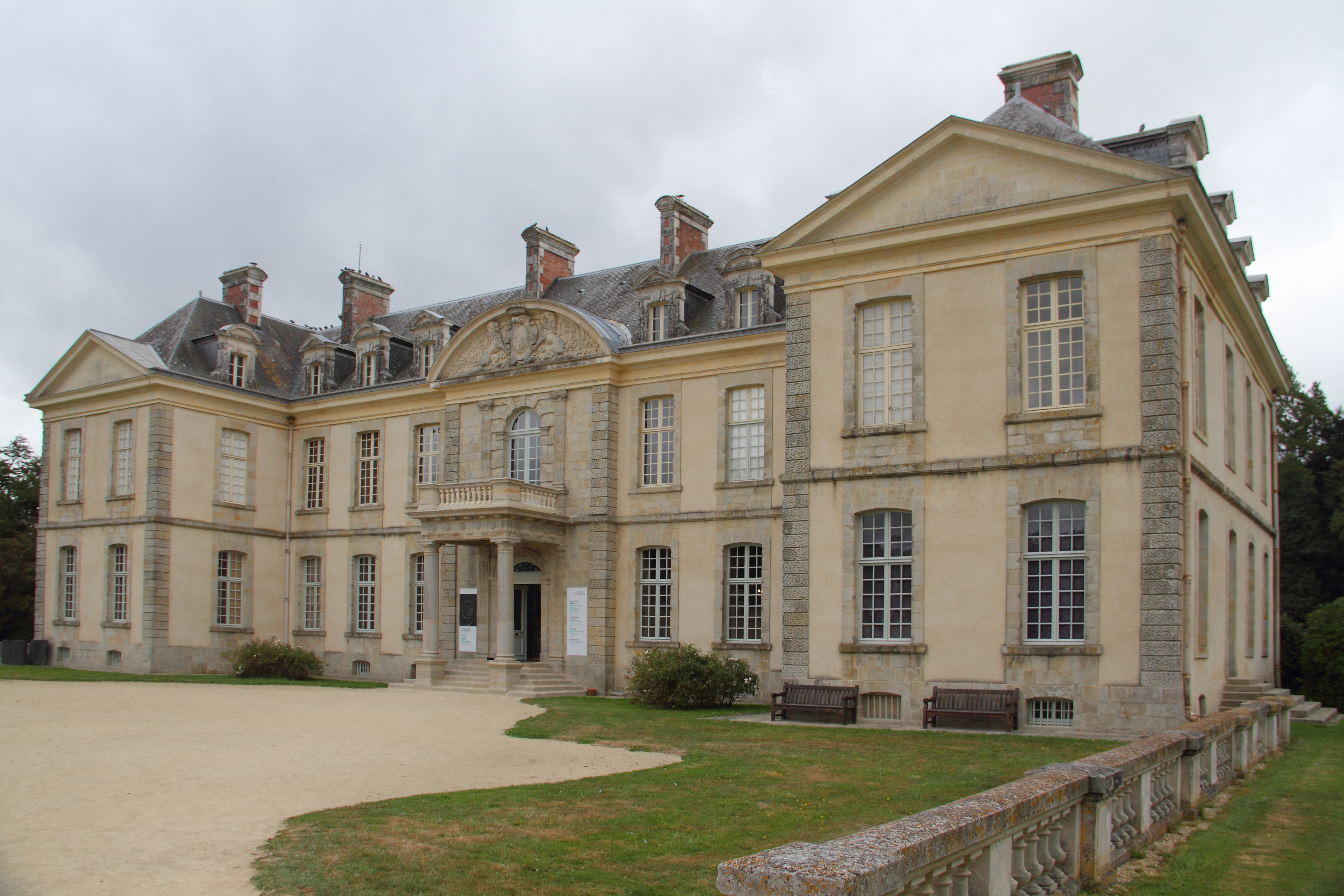
Château de Kerguéhennec

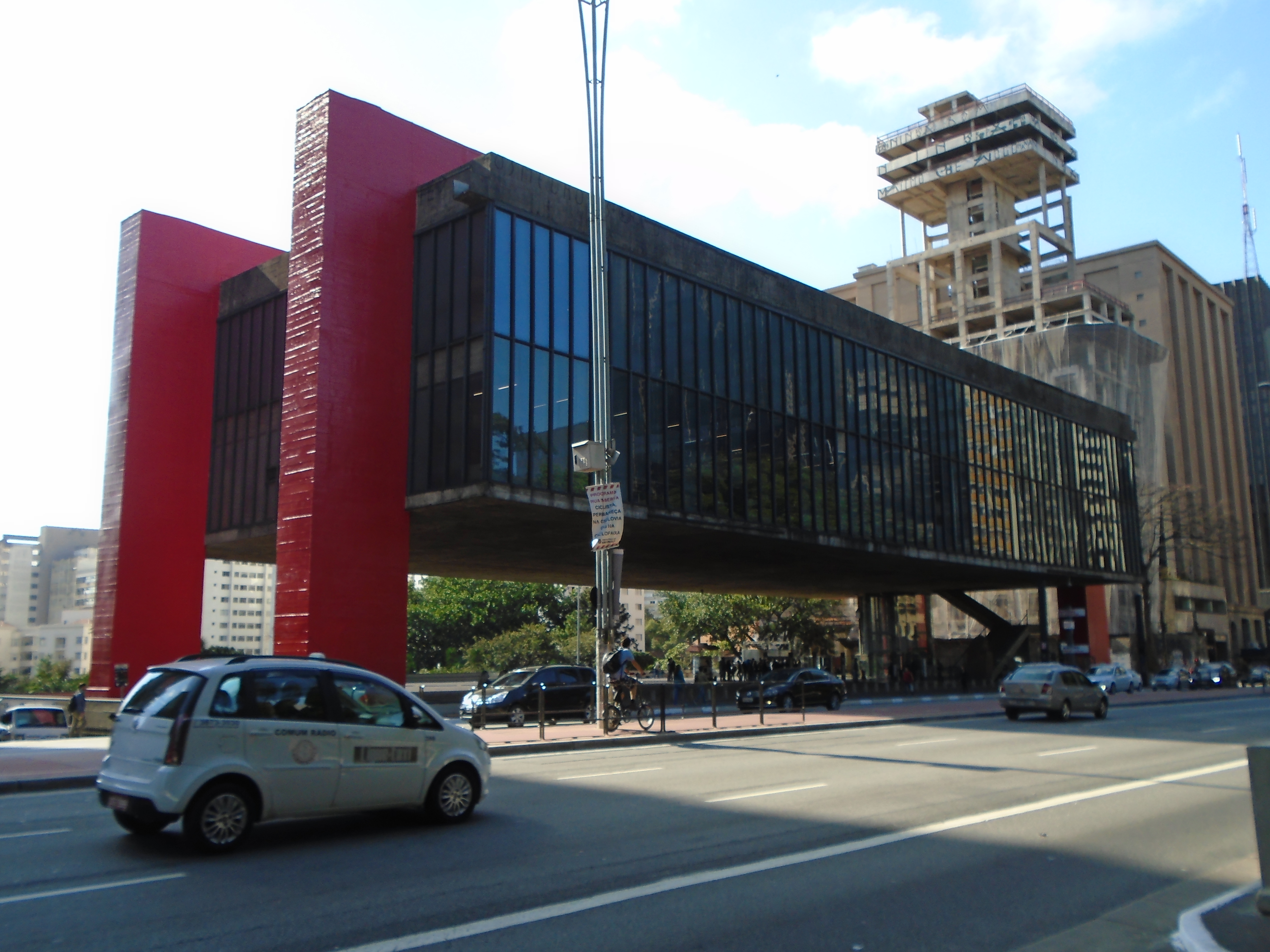
Musée d'art de São Paulo

- Centre d'art contemporain du château de Kerguéhennec, Bignan.
- Fonds régional d'art contemporain Basse-Normandie, Caen, Suite polaire n°1, quinze techniques mixtes sur papier 26,5x24,5cm, 1983-1984[45].
- Musée d'art moderne Richard-Anacréon, Granville.
- Centre Gildas-Fardel, musée des beaux-arts de Nantes, Sans titre, chromographie 50,5x40,9cm, 1970[46].
- Département des estampes et de la photographie de la Bibliothèque nationale de France, Paris.
  - Journal new-yorkais n° 2, lithographie[39]
- Centre national d'art contemporain, Paris.
- Musée d'Art moderne de la ville de Paris.
- Musée national d'art moderne, Paris :
  - Herbes magie, technique mixte marouflée sur toile 50x65cm, 1960[47] ;
  - Le passe-muraille, acrylique sur papier 55x33cm, 1962[48] ;
  - Personnage aux deux soleils rouges, technique mixte sur papier 55x33cm, 1962[49] ;
  - Le prophète de l'abîme, acrylique sur papier 54,5x37,2cm, 1962[50].
- Fonds national d'art contemporain, Puteaux :
  - Parade de la mort, huile et acrylique sur toile 114x149cm, 1958[51] ;
  - L'enfant du mage - Hommage à Hans Holbein n°297, huile sur toile 100x73cm, 1962[52] ;
  - Sans titre, lithographie 56x76cm, 1967[53] ;
  - Porte pour le pays du rêve, lithographie 56x76cm, 1968[54] ;
  - Jeu de l'oie dans le parc, huile, acrylique et collage sur toile 162x130cm, 1969[55].
- Musée d'art et d'industrie de Saint-Étienne.
- Musée d'art contemporain du Val-de-Marne, Vitry-sur-Seine.
- Artothèque AcApA - musée du papier d'Angoulême[56].
- Ambassade de France à Helsinki, L'arbre de Judée, lithographie[57].
- Ambassade de France à Oslo, La dernière vision de Komarov, lithographie 56x42cm, 1969[58].
- Ambassade de France à Varsovie, Fragment d'itinéraire n°5 - Hudson Parking - Statue de la Liberté, tempera et acrylique sur toile 130x162cm, 1981[59].
- Ambassade de France à Dacca.
- Conseil supérieur de l'audiovisuel, Paris.
- Musée royal d'art moderne à Bruxelles.
- Musée communal des beaux-arts d'Ixelles.
- Council Artworks Collection, County Hall, Glenfield (Leicestershire) :
  - Vision d'apocalypse, huile sur toile, 1959[60].
- Université de Loughborough :
  - Accusé Einstein, levez-vous !, huile sur toile[61].
- Université d'Oxford.
- Kunsthalle de Brême.
- Kunsthalle Wilhelmshaven (de), Wilhelmshaven.
- Esbjerg Museum (en), Esbjerg (Danemark).
- Joslyn Art Museum, Omaha (Nebraska).
- National Gallery of Art, Washington, gravure, 1962 (ancienne collection Lessing J. Rosenwald)[62].
- Musée d'art de São Paulo
- Musée d'art moderne d'Alger.

## Collections privées
- Fondation Royaumont, abbaye de Royaumont.
- Usines Finimétal, Chagny-en-Bourgogne.
  - Sculpture en métal polychrome co-réalisée avec le sculpteur Sénart (Jean-Marie Petit, dit).
- Jean et Jeannette Branchet, Nantes.
- Bibliothèque Jacques Matarasso, Nice.